# Guerre d'Indochine
Pour les articles homonymes, voir Guerre d'Indochine (homonymie).
Guerre d'Indochine
Batailles
- Opération Masterdom
- Bataille de Hanoï
- Opération Léa
- Bataille de Phu Tong Hoa
- Bataille de la RC 4
- Bataille de Vĩnh Yên
- Bataille de Mao Khê
- Bataille de Nghia Lo
- Bataille de Hòa Bình
- Opération Lorraine
- Bataille de Na San
- Bataille de Muong Khoua
- Opération Atlante
- Opération Camargue
- Opération Hirondelle
- Opération Brochet
- Opération Mouette
- Opération Castor
- Bataille de Diên Biên Phu
- Opération D
- Bataille du col de Mang Yang
- Extension au Laos

La guerre d'Indochine ou guerre d'indépendance d'Indochine, également désignée au Viêt Nam comme la guerre de résistance antifrançaise ou encore la première guerre d'Indochine dans le monde anglo-saxon, est un conflit armé qui se déroule de 1946 à 1954 en Indochine française (ou Fédération indochinoise) : actuels Viêt Nam, Laos, et Cambodge.
Opposant l'Union française au Việt Minh, organisation politique indépendantiste et paramilitaire vietnamienne, créée en 1941 par le Parti communiste vietnamien, le conflit est précédé par une reconquête française des terres occupées par l'empire du Japon durant la Seconde Guerre mondiale, débutée l'été 1945 marquée par une terrible famine dans le nord qui fit un million de morts selon le gouverneur général Jean Decoux, le double selon Hô Chi Minh, les Japonais ayant réquisitionné la récolte du Sud qui traditionnellement comblait la jointure entre récoltes au nord.
Le conflit a connu deux phases historiques : entre 1946 et 1950 une lutte de décolonisation sous forme de guerilla, puis une guerre de plus en plus directe et frontale de 1950 à 1954, avec l'aide matérielle et logistique des Américains, également engagés dans la guerre de Corée, face à un ennemi qui a mis sur pied une véritable armée conventionnelle et formée avec le soutien de la Chine communiste depuis 1949.
En France métropolitaine, malgré la propagande et la censure, l'opinion reste d'abord indifférente puis s'oppose à la guerre dans les sondages ou par des blocages de l'approvisionnement militaire, et le Mouvement républicain populaire (MRP), seul parti qui la soutient inconditionnellement, est laminé dans les urnes dès 1951 puis confronté au scepticisme de plusieurs de ses élus prestigieux.
Pendant que le Việt Minh remporte une victoire décisive à Diên Biên Phu, une négociation internationale rassemblant la France, les États-Unis, l'URSS, la Chine et les pays de l'ancienne Indochine française débouche sur les accords de Genève, donnant lieu à la partition du territoire vietnamien en deux États : au nord, la république démocratique du Viêt Nam et au sud, la République du Viêt Nam. Les troupes françaises se retirent d'Indochine en avril 1956.
La guerre d’Indochine fit de 500 000 à un million de morts, deux fois plus que la guerre d'Algérie, en grande majorité vietnamiens de l'un ou l'autre camp. Un an après la fin du conflit, des hostilités reprennent progressivement, débouchant sur la guerre du Viêt Nam (1955-1975), qui oppose le Sud-Vietnam appuyé financièrement et militairement par les États-Unis au Nord-Vietnam communiste soutenu par la Chine et l'URSS dans le contexte de la guerre froide. Ces hostilités s'achèvent par la chute de Saïgon en avril 1975 : le Viêt Nam est réunifié en 1976 sous l'autorité du régime communiste de l'ancien Nord-Vietnam.

## Contexte général

### L'Indochine durant la période coloniale

L'Indochine française entre 1900 et 1945.

En 1884, la France réunit la Cochinchine, l'Annam et le Tonkin (qui composent maintenant le Viêt Nam), ainsi que le Laos et le Cambodge au sein de l'Indochine française.
Lors de la Première Guerre mondiale, les « Annamites », nom donné aux Vietnamiens par les métropolitains jusqu’en 1945, aidèrent à l'effort de guerre sur la ligne de front et dans les usines françaises.
Dans les années 1920 et au début des années 1930, avec la révolte de Vinh et la mutinerie de Yên Bái (évoquées en 1992 dans le film français Indochine), les bagnes, comme le bagne de Poulo Condor, ont contribué à développer des nationalismes de tendances très diverses :
- les royalistes de la Cour de Huê, comme la famille de Ngô Đình Diệm : son père fonda l’École nationale « Quoc Hoc » de Huê fréquentée par Ngo Dinh Diem et le futur Hô Chi Minh. Le premier d'entre tous est certainement le prince Vinh San (1899-1945) intronisé sous le nom dynastique d'« Empereur Duy Tân » en 1907, détrôné en 1916, exilé à La Réunion par les autorités coloniales et mort mystérieusement le 26 décembre 1945 dans un accident d'avion en Afrique centrale, peu après la déclaration d'indépendance du Viêt Nam du 2 septembre 1945 ;
- les pro-Japonais, qui fondèrent le parti « Dai Viêt » à la suite de l’intellectuel nationaliste Phan Bội Châu, pionnier du nationalisme vietnamien du XXe siècle, exilé au Japon par l’administration coloniale française. Les Japonais soutenaient le prince Cuong pour devenir empereur du Vietnam à la place de Bao Dai ;
- les pro-Chinois du parti nationaliste VNQDĐ (Việt Nam Quốc Dân Đảng), proches du Kuomintang de Sun Yat-sen et Tchang Kaï-chek, qui lancèrent la révolte ratée de Vinh et la mutinerie de Yên Bái dans les années 1920 et 1930 ;
- les pacifistes de Phan Châu Trinh (grand-père de Nguyễn Thị Bình) ;
- les communistes du parti communiste indochinois (PCI) fondé en 1930 par Nguyen Ai Quoc (futur Hô Chi Minh) à Hong Kong. Au Viêt Nam, le PCI était le plus important des groupes nationalistes.

### L'Indochine pendant la Seconde Guerre mondiale
Durant la Seconde Guerre mondiale, l'occupation par l'empire du Japon montra aux Vietnamiens les faiblesses de leur colonisateur : l'administration française, directement liée au gouvernement de Vichy, collabora avec le Japon impérialiste par de multiples concessions économiques et militaires. En effet, la faiblesse de la situation des forces françaises en place et leur isolement face aux Japonais ne laissaient guère le choix : négocier, se démettre ou se lancer dans un affrontement qui ne laissait aucun doute quant à l'issue [réf. nécessaire].
Cela contribua au développement du nationalisme vietnamien, qui luttait à cette époque contre les Japonais aux côtés des Alliés — Hô Chi Minh était alors un agent travaillant avec les États-Unis —, et à la déclaration d'indépendance de septembre 1945, après la révolution d'Août et la capitulation japonaise.
À l'époque de l’Armistice de 1940 et de la création du régime de Vichy, l’Indochine française était administrée par le général Georges Catroux (nommé en août 1939), qui tentait de régler les problèmes avec le Siam et le Japon. Mais ses choix déplurent au nouveau gouvernement — notamment les facilités accordées aux Japonais — et il fut remplacé par l'amiral Jean Decoux. Finalement, étant complètement coupé de la France, avec des forces militaires insuffisantes sur l'ensemble de la péninsule, le nouveau gouverneur général de l'Indochine finit par céder, lui-aussi, de plus en plus aux Japonais. Ainsi, les armées japonaises furent autorisées à circuler librement de la frontière de Chine jusqu’au Siam (renommé Thaïlande en 1939). Le général Catroux rejoint le général de Gaulle sur son chemin de retour en France.
En mars 1945, l'administration vichyste, qui était toujours en place, et l'armée française d'Indochine furent attaquées par les Japonais dans une opération appelée le coup de force du 9 mars 1945. Les postes militaires français à travers toute l'Indochine (Viet Nam, Laos, Cambodge) furent touchés. Les troupes japonaises prirent, par exemple, les citadelles d'Hanoï et de Langson et en massacrèrent les Européens et les troupes annamites malgré les promesses faites en cas de reddition. Certaines unités réussirent à se dégager et à entreprendre une remontée vers la Chine (la colonne Alessandri par exemple) ou à tenir la jungle (des hommes des Jedburghs ou de la Force 136, parachutés pour monter des maquis anti-japonais et entraînés par les Britanniques en Inde et en Birmanie, certains de ces hommes reprirent plus tard les villes de Vientiane et Savanaketh au Laos). Le gouvernement américain interdit à ses troupes basées en Chine d'intervenir. Seul le général Claire Lee Chennault, dirigeant les fameux Tigres volants, tentera, contre les ordres reçus, d'aider les troupes en retraite. Les civils français et les « Indochinois » sympathisants furent enfermés dans des camps de détention dirigés par la Kenpeitai (police ou gendarmerie militaire japonaise), torturés pour nombre d'entre eux, affamés et abandonnés. Les Japonais proclamèrent l'indépendance du Viêt Nam le 10 mars 1945, en maintenant l'autorité de l’empereur Bảo Đại et en maintenant Pham Quynh à la tête du gouvernement, puis, en le remplaçant quelques jours plus tard par Trần Trọng Kim[réf. nécessaire].
Par ailleurs, pendant la Seconde Guerre mondiale, l'état-major allié (américain) en Asie avait décidé en 1942 de séparer l'Indochine en deux zones géographiques de combat, étant entendu que le Nord du 16e parallèle sera occupé par les Chinois nationalistes de Tchang Kaï-chek et le Sud du 16e parallèle par les Britanniques. Cette séparation, approuvée ensuite par l'URSS, fut entérinée par les accords de Potsdam.

### À la fin de la Seconde Guerre mondiale
En 1945, à la fin de la Seconde Guerre mondiale, le conflit avec l’empire du Japon aboutit à la désorganisation complète de l’administration coloniale française en Indochine. Le Việt Minh, mouvement nationaliste fondé par le parti communiste indochinois, en profite pour prendre le contrôle d'une grande partie du territoire vietnamien à la faveur de la révolution d'Août qui aboutit à la proclamation par Hô Chi Minh, chef du parti, de l’indépendance de la république démocratique du Viêt Nam le 2 septembre 1945.
Le Corps expéditionnaire français en Extrême-Orient (CEFEO) reprend progressivement le contrôle de l’Indochine. L’État français repense ensuite le statut de la fédération au sein de la nouvelle Union française. Un conflit larvé se poursuit avec le gouvernement indépendantiste vietnamien, tandis qu’une solution diplomatique est recherchée en vain (conférence de Fontainebleau). Le haut commissaire d’Argenlieu suscite en juin 1946 l’autonomie de la Cochinchine ; c’est une entorse aux accords Hô-Sainteny.
En novembre 1946 éclate l’affaire de Haïphong ; ce sont des affrontements liés à un contrôle douanier. Le bombardement du port par l'artillerie de l'Armée de terre française et ses trop nombreuses victimes civiles. Cet épisode sera considéré par les historiens comme le début de la guerre et à sa suite plusieurs années de guérilla opposent alors le Corps expéditionnaire à l’Armée populaire vietnamienne, force armée du Việt Minh, qui passe progressivement à une guerre de mouvement de plus en plus audacieuse.

## Déroulement détaillé du conflit

### Retour des forces françaises (1945-1946)

#### Décision politique (mars 1945 - septembre 1945)

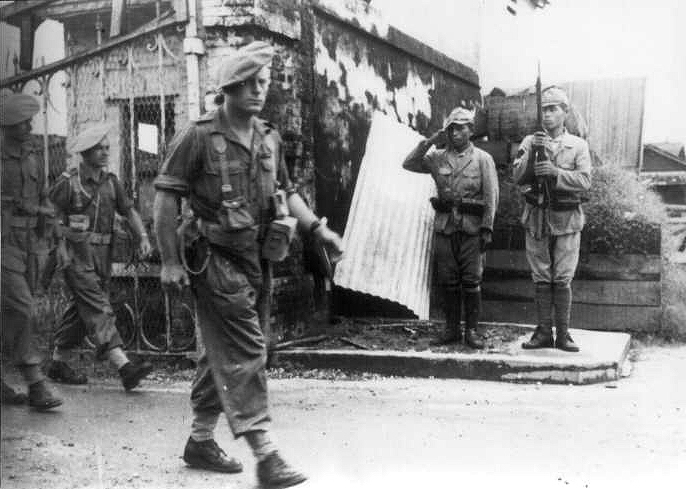
Commando du C.L.I. (Corps léger d'intervention) défilant en Indochine occupée par les Japonais après la capitulation du Japon. Ces derniers leur rendant les honneurs militaires

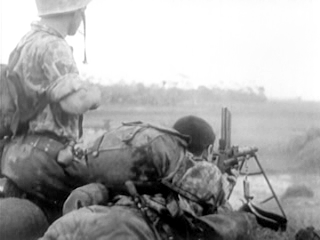
Un parachutiste utilise un FM 24/29 durant une embuscade (mai 1952).

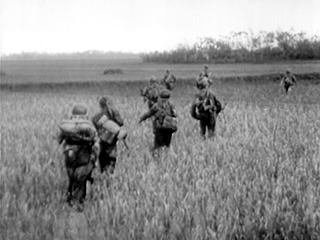
Colonne de paras coloniaux dans les hautes herbes (mai 1952).

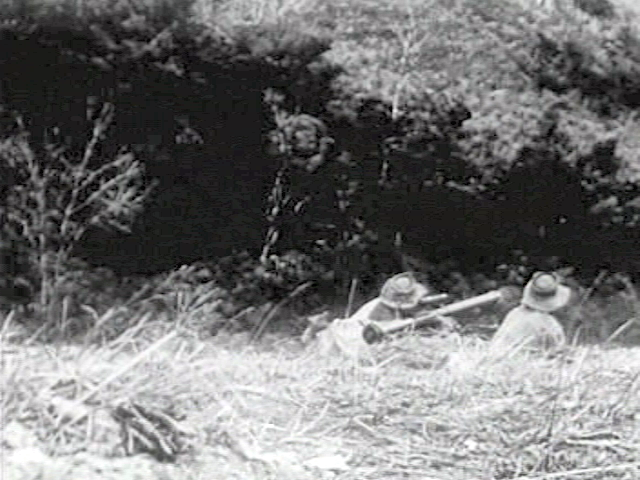
Soldats français utilisant un canon sans recul de 57 mm contre de l'artillerie Việt Minh pendant l'opération Mouette (novembre 1953).

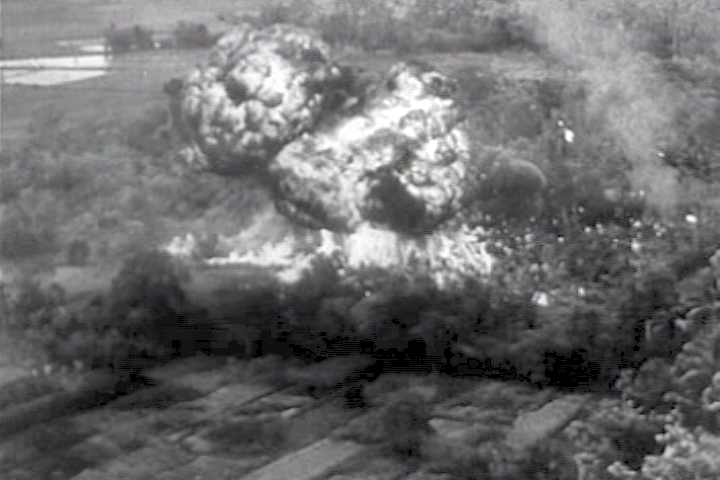
Les Bearcat de l'Aéronavale larguent du napalm sur la division 320 du Việt Minh pendant l'opération Mouette (novembre 1953).

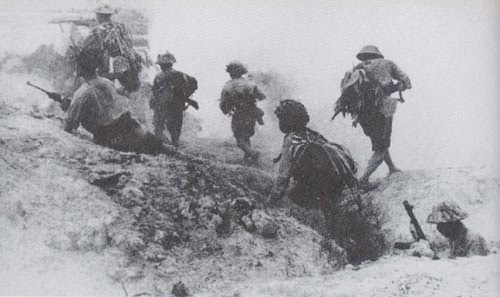
Combattants du Việt Minh en 1954.

Le 24 mars 1945, le gouvernement provisoire de la République française déclara vouloir créer une Fédération indochinoise au sein de l'Union française. Il envoya dès le début de 1945 trois émissaires (Pierre Messmer, Jean Sainteny et Paul Mus) en Indochine, encore sous le contrôle de l'administration pétainiste. Largués en parachute par les Britanniques de Colombo, seul Paul Mus réussit à s'échapper au Yunnan, les deux autres étant faits prisonniers par les Japonais.
Le 2 septembre 1945, le Japon signe officiellement sa capitulation. La conférence de Potsdam avait confié le désarmement japonais, en Indochine, aux Chinois nationalistes de Tchang Kaï-chek pour la partie Nord, et à la Grande-Bretagne pour la partie Sud. La France doit agir vite pour réaffirmer sa présence. Le général de Gaulle, chef du gouvernement provisoire, nomme l'amiral Thierry d'Argenlieu, Haut Commissaire de France et commandant en chef et le général Leclerc, commandant supérieur des troupes, avec pour mission de rétablir la souveraineté française sur l'Indochine libérée, mais, en faisant « du neuf », c'est-à-dire en construisant une Fédération indochinoise autonome au sein de la nouvelle Union française. La Marine est chargée de convoyer en Indochine les forces armées placées sous les ordres du général Leclerc.
Le 2 septembre 1945, à Hanoï, sur la place Ba Dinh, en une cérémonie au rituel confucéen avec tous les corps constitués, Hô Chi Minh lut la déclaration d'indépendance, dont le préambule s'appuie sur la Déclaration d'indépendance des États-Unis et sur la Déclaration des droits de l'homme et du citoyen. L’empereur Bao Dai « choisit » de s'associer en tant que « conseiller spécial » du premier gouvernement de la république démocratique du Viêt Nam, assurant ainsi la continuité du pouvoir vietnamien et la légitimité de ce gouvernement. Ce geste vaudra à Bao Dai d'être exilé à Hong Kong par les autorités françaises, avant que ces mêmes autorités ne le ramènent de cet exil, peu de temps après, pour lui confier, à Saïgon, la création de l'État du Viêt Nam « indépendant ».

#### Débarquement français de septembre 1945
Les premiers débarquements alliés ont lieu à Saïgon du 5 au 12 septembre 1945, avec la 20e division indienne du général Douglas David Gracey, complétée d'un détachement français symbolique, sous uniforme britannique, le 5e RIC, ex-Corps léger d'intervention.
La reconquête française commença vers la fin de l'été 1945, saison marquée par une terrible famine dans le nord qui fit un million de morts,. Les Japonais avaient réquisitionné toute la récolte de riz. Traditionnellement, le riz du Sud venait combler les carences entre deux récoltes au nord. Les destructions et le pillage des Japonais d'une part, et la pénurie des moyens de transport d'autre part, ne permirent pas de faire venir le riz en provenance du Sud en quantité suffisante.

#### Octobre 1945: Leclerc et d'Argenlieu sont à Saïgon
Quatre mois plus tard l'autorité française est rétablie au protectorat du Cambodge et dans la colonie de Cochinchine (Sud du Viêt Nam actuel). Pour établir les bases de la Fédération indochinoise voulue par la France, il reste à reprendre le contrôle du Laos, de l'Annam (Viêt Nam central) et surtout du Tonkin (Nord du Viêt Nam), où Hô Chi Minh a proclamé à Hanoï le 2 septembre la république démocratique du Viêt Nam. L'amiral Thierry d'Argenlieu a pesé lui-même chaque mot[réf. nécessaire] de la convention signée le 6 mars 1946, à sa demande, par Jean Sainteny avec Hô Chi Minh, en plein accord avec le général Leclerc (accords Hô-Sainteny).
Les troupes françaises débarquèrent au port de Haïphong et entrèrent dans Hanoï sous la conduite du général Leclerc sans tirer un seul coup de feu, grâce aux négociations avec Hô Chi Minh qui avait été préconisées par Leclerc, qui alla jusqu’à recommander à la France d'utiliser le mot « indépendance » (Doc Lap). Hô Chi Minh a accepté cet accord pour se débarrasser de l'armée chinoise de Tchang Kaï-chek qui pillait le Tonkin et aurait vraisemblablement fini par supplanter le Việt Minh.

#### En juillet 1946, Leclerc rentre en France
Voici son diagnostic lucide sur la situation : 

« J'ai recommandé au gouvernement la reconnaissance de l’État du Viêt Nam, il n'y avait pas d’autre solution. Il ne pouvait être question de reconquérir le Nord par les armes, nous n'en avions pas, et nous n'en aurions jamais les moyens. Rappelez-vous le Sud. Ici l'insuccès est certain… Il faut garder le Viêt Nam dans l'Union française, voilà le but, même s'il faut parler d'indépendance. À Fontainebleau doit être trouvée une solution garantissant à la France au moins le maintien de ses intérêts économiques et culturels… étant entendu que Hô Chi Minh persistera à vouloir se débarrasser de nous… Pour cela, tendez la corde, tirez dessus… mais surtout qu'elle ne casse jamais !… Il nous faut la paix ! »

.

#### Rupture politique et militaire (novembre - décembre 1946)
Après le bombardement de Haïphong le 23 novembre 1946 par la marine française, qui marque un revirement total de la politique menée jusqu'alors par le gouvernement français vis-à-vis de la république démocratique du Viêt Nam, il apparaît clairement qu'Hô Chi Minh ne jouera plus l'option de la Fédération indochinoise. Le 19 décembre 1946, l'insurrection de Hanoï marque le début de la guerre : le gouvernement de la république démocratique du Viêt Nam déclenche des hostilités dans tout le nord du Viêt Nam, et entre dans la clandestinité.

### Déroulement «local» de 1946 à 1949

#### Les6 000 victimesdu bombardement de Haïphong

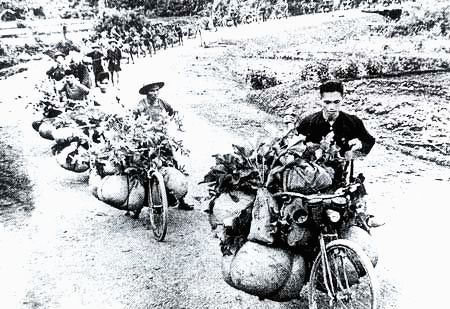
Colonne de vélos supportant la logistique du Việt Minh en 1954.

Le 19 décembre 1946 marque le début de la guerre d'Indochine au lendemain du bombardement du port de Haïphong le 23 novembre 1946 par la marine française.
D'après Paul Mus, conseiller politique d'Emile Bollaert Haut- Commissaire de mars 1947 à octobre 1948, citant l'amiral Robert Battet qui a mené l’enquête huit jours après, le nombre de morts se chiffre à 6 000, estimation la plus reprise,, principalement des civils.

#### Bataille de Hanoï
Le Việt Minh, dirigé par Hô Chi Minh, réagit à ce bombardement massif par le lancement d'une offensive ayant pour but la "libération" de la ville de Hanoï. À 20 heures, une explosion dans la centrale électrique de la ville annonce le début de l'insurrection. Des ressortissants français sont massacrés et des maisons pillées. C'est le lancement de la bataille de Hanoï en décembre 1946. Ho Chi Minh appelle tout le peuple vietnamien à se soulever contre la présence française :

« […] Que celui qui a un fusil se serve de son fusil, que celui qui a une épée se serve de son épée… Que chacun combatte le colonialisme. »

#### Demande infructueuse d'un soutien américain à la décolonisation (Nord)
Hô Chi Minh chercha alors le soutien des États-Unis par un télégramme à Harry S. Truman, mais celui-ci marquait un arrêt dans la politique de décolonisation de Roosevelt. L'Union soviétique ne disposait pas encore de l'arme nucléaire, et la Chine restait sous la férule de Tchang Kaï-chek. L’Indochine française de 1946 s'est alors retrouvée dans les prémices de ce qui participera plus tard à la guerre froide. C’est dans ce contexte local que les États-Unis ont été, petit à petit, impliqués en Indochine.
Aguerrie dans la guerre du peuple, l’armée populaire vietnamienne se fondait sur la mobilité des dispersions d’évitement et concentrations de frappe pour compenser sa faiblesse matérielle. C’était « le combat du tigre et de l’éléphant » annoncé par Hô Chi Minh : le tigre tapi dans la jungle allait harceler l’éléphant figé qui, peu à peu, se viderait de son sang et mourrait d’épuisement.
Cette fluidité permettait à la jeune armée populaire l’initiative du refus ou de l’acceptation des combats, de fixer ici et déplacer là les troupes françaises qui n’occupaient que les villes, les axes routiers, les voies d’eau et la ligne du chemin de fer trans-indochinois. Les pertes françaises devenaient de plus en plus grandes dans les attaques de convois de ravitaillement, de postes isolés et d’épuisantes patrouilles à la recherche d’un ennemi qui apparaissait et disparaissait comme des fantômes. Souvent, l’attaque d’un poste avait pour but la sortie d’une colonne de secours à détruire.
L’Armée populaire vietnamienne était à la base constituée des troupes locales d’autodéfense des hameaux et villages. Ces troupes locales étaient à la fois l’académie militaire et l’école de guerre, dont les membres méritants rejoignaient les troupes régionales qui opéraient dans des districts plus vastes. Une concentration de troupes locales pouvait prêter main-forte à un élément des troupes régionales, qui pouvaient également se disperser en troupes locales.

### Le tournant de 1949: la Chine s'implique pour soutenir le Nord
La France fonde en 1949 l’État du Viêt Nam, gouvernement central vietnamien proposant une alternative politique à Hồ Chí Minh, et le dote d'une force militaire, l’Armée nationale vietnamienne, afin de « vietnamiser » le conflit. Le Laos et le Cambodge sont également concernés par le conflit, le Việt Minh soutenant des mouvements indépendantistes moins importants, le Pathet Lao et les Khmers issarak. Les États-Unis, préoccupés par la victoire communiste en Chine et surtout en 1950  par la guerre de Corée apportent à partir de 1949 un soutien matériel à la France, tandis que la république populaire de Chine aide officieusement le Việt Minh à partir de 1949 aussi.

#### La création de l'État du Viêt Nam par la France au Sud

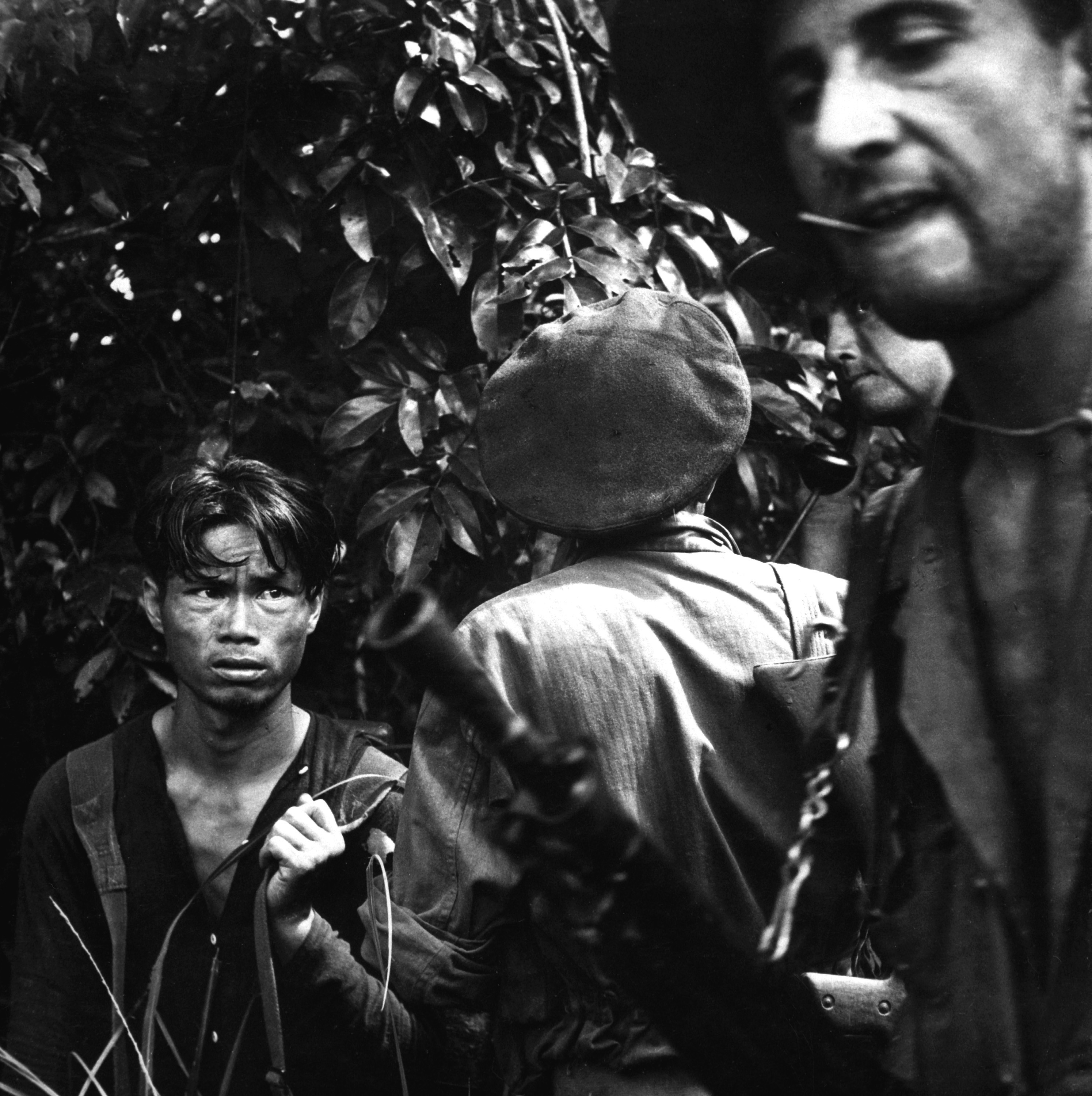
Une patrouille de légionnaires interroge un suspect se cachant dans la jungle.

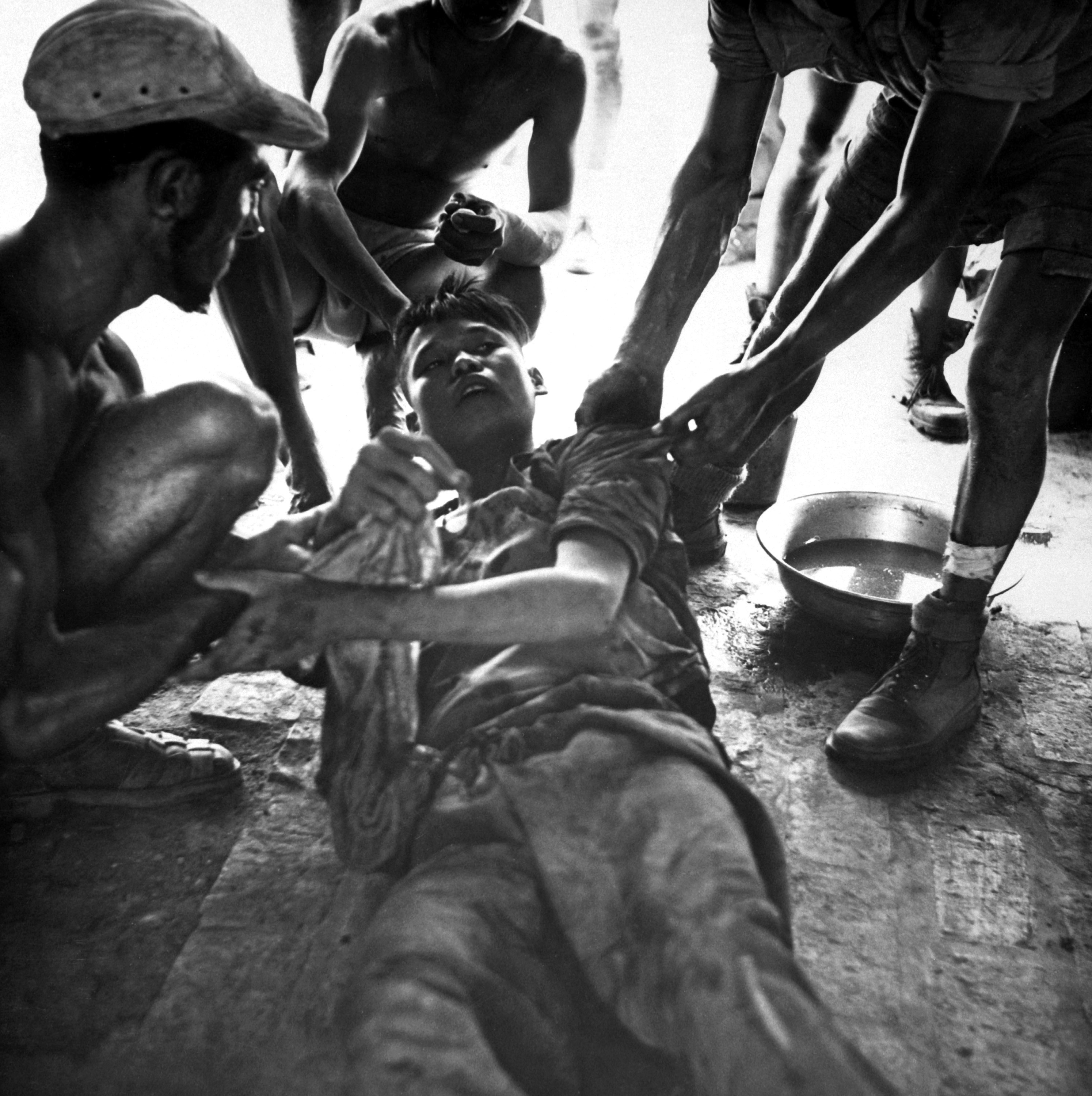
Un médecin franco-vietnamien donne les premiers soins à un blessé Việt Minh à Hung Yen.

En 1949, la France, voulant créer un contrepoids politique à la république démocratique du Viêt Nam proclamée à Hanoï en 1945 et au Việt Minh, créé à Saïgon un État du Viêt Nam « indépendant » sous la direction de l'empereur Bảo Đại ramené à cet effet de son exil de Hong Kong. La guerre de reconquête coloniale se transforme alors progressivement en une guerre civile.
L’empereur Bao Dai a signé les accords franco-vietnamiens de décembre 1947 et juin 1948, négociés par le Haut-Commissaire Emile Bollaert, avec son nom civique « Vinh Thuy », n’engageant que lui-même en tant que citoyen, et non avec son nom dynastique « Bao Dai » qui pouvait engager tout le pays dont il était le souverain.

#### Un changement majeur en Chine devenue communiste

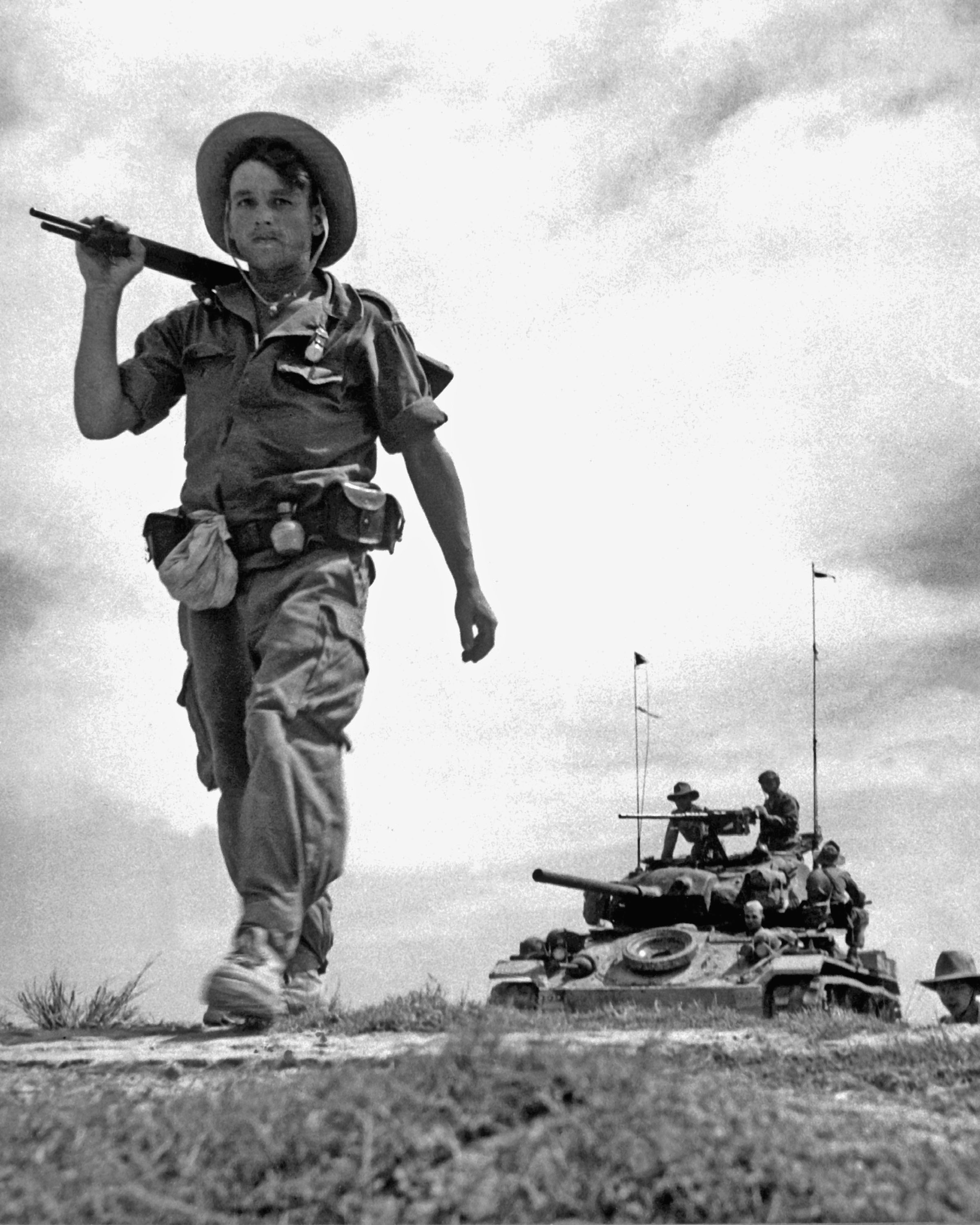
Une patrouille de légionnaires en zone contrôlée par les Viêt Minh. Le M24 Chaffee a été fourni par les Américains.

Lorsque le Parti communiste chinois de Mao Zedong prend le contrôle de la Chine continentale, le Kuomintang de Tchang Kaï-chek se réfugiant à Taïwan, la Chine devient un allié de la république démocratique du Viêt Nam et du Việt Minh.
Les immenses camps américains du Sud de la Chine deviennent des centres de détention, d'armement et d'entrainement des troupes du Việt Minh qui multiplie ainsi les divisions armées, alors que les gouvernements français envoient des renforts au compte-goutte.
L’arrivée de Mao Zedong à Pékin met fin à l'isolement diplomatique et militaire du Việt Minh et amplifie la menace communiste ressentie par les États-Unis.
La France concède théoriquement à l'État du Viêt Nam une souveraineté en matière de diplomatie, et crée une « armée nationale » sous commandement français et agissant comme force supplétive des forces françaises d'Indochine. La France accorde leur indépendance aux royaumes du Laos et du Cambodge, de la même façon qu'elle l'a accordée au Viêt Nam.

#### Le conflit au Viêt Nam s'amplifie
Avec l'expérience acquise au combat, l'Armée populaire vietnamienne inflige une série de revers aux troupes françaises dans la haute région de Cao Bang et Lang Son (bataille de la RC 4). Le projet initial de « reconquête coloniale » s'est épuisé dans un interminable enlisement, a entraîné une grande lassitude dans l'armée française d'Indochine et dans le gouvernement français, ainsi qu'une opposition croissante de l'opinion publique française à une guerre dont les enjeux étaient de moins en moins clairs, dès lors que le Viêt Nam, le Laos et le Cambodge étaient, au moins en théorie, devenus indépendants. La « reconquête coloniale » sortit des objectifs politiques.

### À compter de 1950: l'enlisement à grande échelle
À compter de 1950 et dès le début de l'année, le conflit est contesté par des actions violentes lors de la grève des dockers de 1949-1950, une dizaine de ports de France suivant les mouvements lancées à Dunkerque et Marseille. En octobre 1950, le Việt Minh lance l'offensive dans le Nord-Est du Vietnam ; c'est la terrible défaite française de la route coloniale no 4 (RC 4) dans les calcaires de Dong Khé, où l'armée française perd 7 000 hommes, tués, disparus et prisonniers, et une énorme quantité de matériel. La guerre d'Indochine parait perdue en octobre 1950, car les troupes françaises évacuèrent toute la région bordant la frontière chinoise et ne contrôlèrent plus au Tonkin que le delta du fleuve Rouge et quelques gros postes. À cette date, le Viet Minh contrôle près de la moitié du Tonkin.
La panique s'empara alors du gouvernement français à Paris. Le général de Lattre de Tassigny est envoyé en Indochine pour redresser la situation mais doit immédiatement faire face à des offensives Việt Minh. Il parvient à vaincre trois fois ses ennemis, notamment aux batailles de Vinh yen et de Mao khê, écartant définitivement toute menace sur Hanoï, mais ne peut les anéantir. Ayant assuré la construction d'une ligne de défense, de Lattre commence à chasser les Việt Minh du delta du fleuve Rouge et décide de lancer une contre-offensive dans la région de Hoa Binh, qu'il pense pouvoir être décisive mais, atteint d'un cancer de la hanche, il doit repartir pour la France.
Raoul Salan est son successeur. Sous son égide, cette offensive est d'abord concluante au début car le général vietnamien Giap échoue lors de la bataille de Na San, un camp fortifié français sur la route Hanoi-Diên Biên Phu que Giap essayait de couper. Mais l'offensive française s'épuise d'elle-même : Hoa Binh doit être évacué en catastrophe. Elle  doit être arrêtée sans résultat décisif. Le général de Lattre de Tassigny, qui doit défendre en France son projet d'envoyer des renforts en Extrême-Orient, voit sa santé se dégrader et meurt en janvier 1952.

#### Une guerre contre le communisme

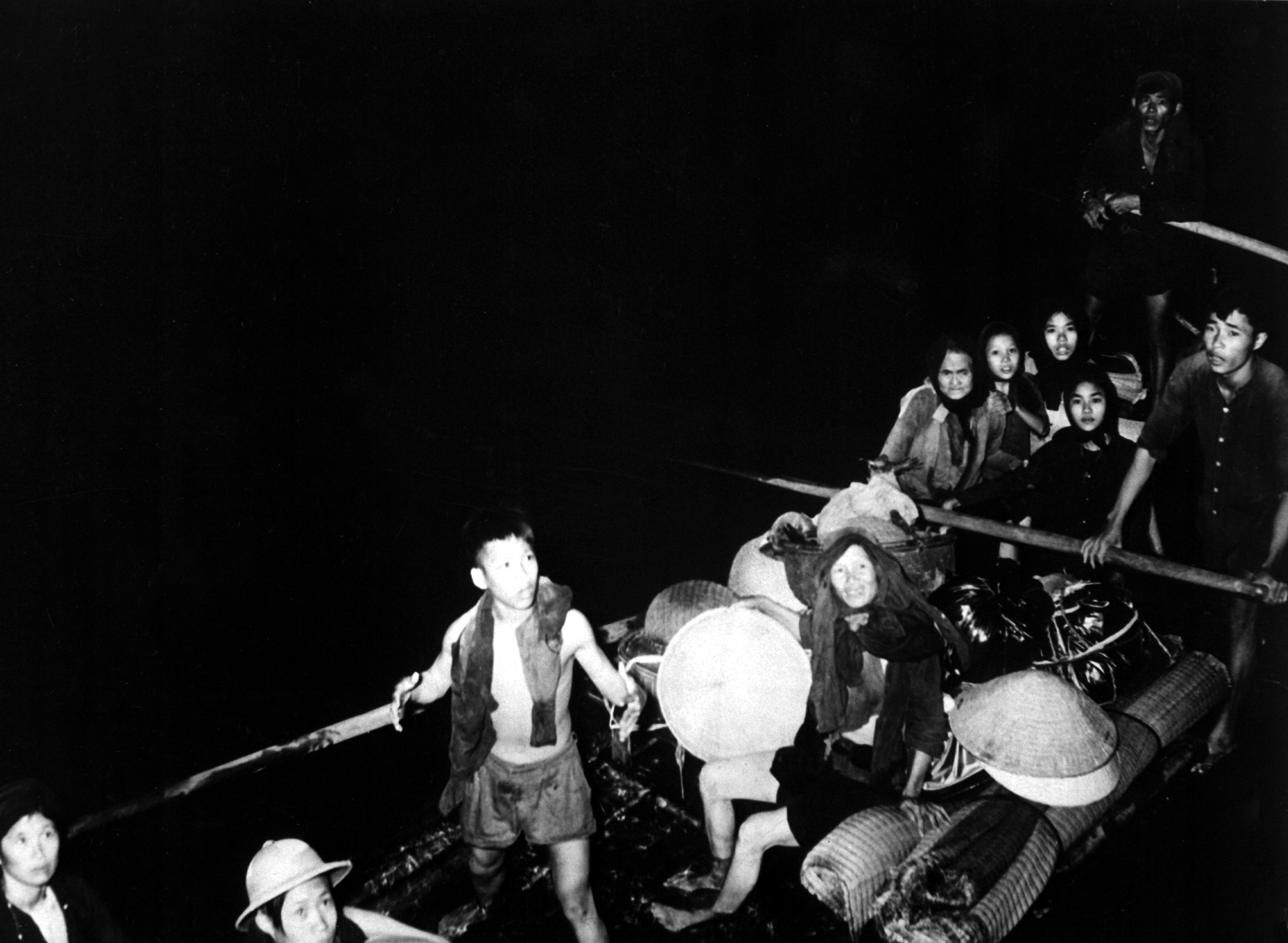
Vietnamiens catholiques fuyant une zone occupée par les Việt Minh.

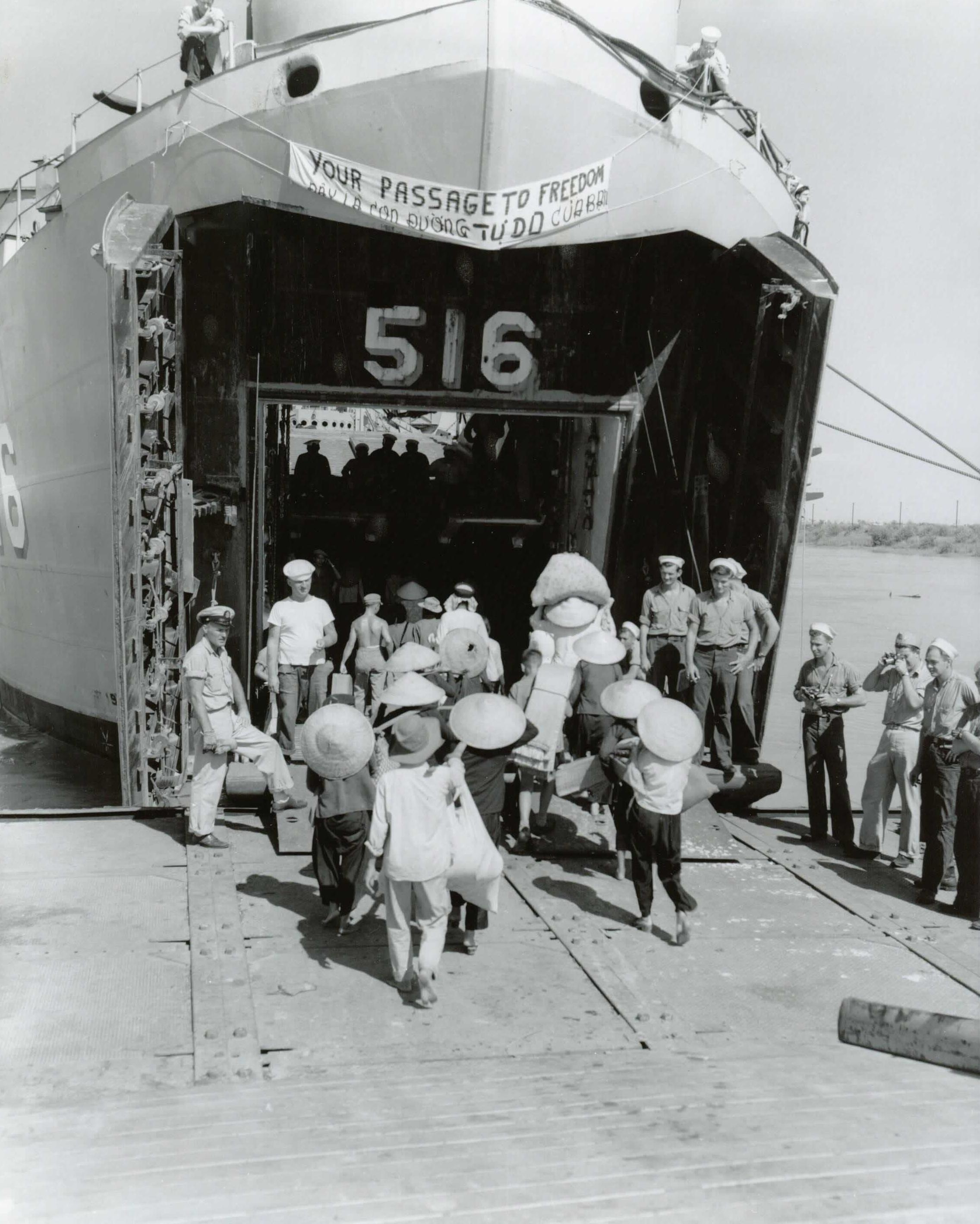
Les marines française et américaine ont évacué 293000 réfugiés vietnamiens fuyant la zone nord, où la souveraineté de la république démocratique du Viêt Nam a été rétablie (octobre 1954).

Avec la guerre de Corée qui a focalisé l’anti-communisme vers l’Extrême-Orient, la France tente alors de transformer une guerre de reconquête coloniale dont elle a elle-même reconnu l'échec en proclamant l'indépendance du Viêt Nam, du Laos et du Cambodge, en croisade anticommuniste, cette fois-ci pour la « défense de l’Occident sur le Rhin et le Mékong ». Dès lors, la France fait en Indochine une guerre avec les dollars américains et les soldats des troupes françaises et coloniales. Le président Harry S. Truman signe avec l'État du Viêt Nam des accords d’aide militaire, que la France se charge de mettre en œuvre. Ainsi, les États-Unis, pourtant profondément anti-colonialistes, mais agissant maintenant dans le cadre de la guerre froide, mettent le doigt dans un engrenage qui s’avérera fatal (cette aide militaire continuera d'ailleurs après le départ des Français en 1955). Avec l’afflux de matériels militaires des deux côtés, les combats se sont intensifiés.
Avec l'argent et le matériel américains, mais aussi des légionnaires, en grande partie des Allemands de la Légion étrangère française dans la guerre d'Indochine, et aussi de nombreuses troupes d'Afrique, la France continue à mener une guerre s'inscrivant maintenant dans le cadre de la guerre froide, dans une suite de « scandales » et « d'affaires », dont certains ont aussi une dimension financière et d'enrichissements personnels, comme l'affaire des piastres.

« En revanche, l’économie française tirait profit indirectement de la guerre. Grâce aux apports en devises américaines, non seulement elle n’était plus obérée par les charges militaires, mais encore elle pouvait poursuivre son effort d’investissement et ses achats à l’étranger. La plus grande partie des dollars donnés pour l’Indochine était affectée à l’équilibre des comptes. C’est ce qui faisait dire à un expert qu’on « avait transformé l’armée en une industrie d’expansion. C’est une des raisons pour lesquelles le gouvernement français s’opposait fermement à ce que l’aide financière américaine fût versée directement aux États associés, comme les Américains le souhaitaient… »

En 1952, l’armée populaire vietnamienne lance des attaques contre les fortins de la « Ligne De Lattre » derrière laquelle se sont retranchées les troupes françaises. Tout en continuant les coups de main et les embuscades, l’armée populaire se retire pour se préparer à des opérations à une plus grande échelle.

#### L'aide des États-Unis à la France ne suffit pas
En attendant que le général Dwight Eisenhower, du Parti républicain, devienne président des États-Unis en janvier 1953 et le premier à avancer la « théorie des dominos » pour la défense de l'Indochine contre le communisme, dès septembre 1950, les États-Unis avaient créé le Military Assistance Advisory Group (en) (MAAG) pour regrouper les demandes d'aide française, conseiller en stratégie et entraîner les soldats vietnamiens. L'aide américaine s'accroît considérablement cette année-là, tant en proportion des dépenses totales qu'en valeur absolue. Pour l'année fiscale américaine 1951-1952, le financement américain se montait à 330 millions de dollars, soit 20 % du coût de la guerre. En 1953-1954, ce financement monta à 785 M$ soit 41 % de l'effort de guerre. En tout, entre 1951 et 1954, les États-Unis déboursent 1,525 milliard de dollars (
15 milliards actuels).
Il y eut également des discussions entre les Français et les Américains sur la possibilité d'utilisation de trois armes nucléaires tactiques, bien que les rapports sur le niveau de probabilité, et sur qui en a fait la proposition soient vagues et contradictoires,. Une des versions du plan proposé - opération Vulture (en) - prévoyait d'envoyer 60 B-29, B-36 et B-47 depuis des bases américaines, appuyés par 150 chasseurs lancés depuis des porte-avions de la septième flotte pour bombarder les positions du commandant Việt Minh Võ Nguyên Giáp, avec l'option d'utiliser jusqu'à trois armes atomiques. L'amiral Arthur W. Radford, chef d'état-major des armées des États-Unis, donne son accord à l'option nucléaire.

#### Lestatu quomilitaire
De son côté, la menace sur les centres importants étant écartée, le général Salan entreprend de prendre l'initiative. Il lance une série d'offensives, et ne connaît guère de défaites tactiques [réf. nécessaire], mais le CEF doit systématiquement se replier faute de moyens et d'avoir pu porter un coup décisif[réf. nécessaire].
Le général Navarre rapporte au gouvernement français qu’il n’y a pas de possibilité d’une victoire militaire étant donné la faiblesse des moyens du CEF, mais promet une grande offensive avec l’opération Castor, qui consiste à occuper l’ancienne piste d’aviation japonaise de Diên Biên Phu pour verrouiller le passage au Laos de l’armée populaire, opération militaire qui avait pour but politique de permettre à la France de négocier à Genève la fin de la guerre en position de force.
Malgré la présence du Corps expéditionnaire français en Extrême-Orient et de l’Armée nationale vietnamienne, la bataille de Diên Biên Phu est perdue en 57 jours. Les combats continuent avec intensité pendant trois mois.

#### Annonce des accords finaux
Le nouveau gouvernement, dirigé par Mendès France, promet alors de conclure les accords de Genève au plus tard au mois de juillet 1954, ce qui advient le 22 juillet 1954.
Le général Gras conclut au sujet de Diên Biên Phu :

« il n'y a pas de places fortes imprenables lorsqu'on renonce à les secourir. Le camp retranché a fini par tomber, comme sont tombées, au cours de l'histoire, toutes les forteresses assiégées abandonnées à leur sort »

.

## La guerre d'Indochine vue de France
La difficulté du grand public à se faire une opinion sur la guerre d'Indochine est importante. Vus de la métropole française, les faits rapportés sont souvent tributaires des censures, pressions et intimidations vécues par les médias, au sein desquels une propagande officielle très optimiste tranche avec l'opposition brutale manifestée dans la rue à partir de 1950 par le PCF et les syndicats, opposés à la guerre, tandis que le MRP, seul parti qui la soutient inconditionnellement, laminé dans les urnes dès 1951, est confronté aussi bien au scepticisme d'une partie importante de ses sympathisants qu'au départ de quelques élus prestigieux.

### La presse majoritairement opposée
Les engagements de la presse française pour la cause anticolonialiste datent de bien avant la Guerre d'Indochine: premiers articles au début des années 1930 des grands reporters Andrée Viollis, du Petit Parisien, et Pierre Herbart dans l’hebdomadaire Monde. Ils ont influencé ceux qui, malgré les pressions de l'armée, créent de nouveaux journaux ou inventent des statuts protégeant l'indépendance des titres existants.
Dans l'autre camp, malgré un puissant « lobby, militaire, civil et financier en faveur d'un renforcement de l'effort de guerre », ce dernier n'eut « guère de prise sur l'opinion » et « l'indifférence engendra l'acquiescement à l'inévitable » fin de la présence française. Même s'ils sont bien renseignés par les militaires, les quotidiens de droite échouent ou répugnent à mobiliser leur lectorat, ce qu'Henri Amouroux, grand reporter à Sud Ouest et à L'Aurore, résumera par « la métropole traite le corps expéditionnaire comme une immense Légion étrangère ».
La perception en métropole est obscurcie par l'espoir d'une majorité de politiques de négocier avec Hô Chi Minh, conservé jusqu'à la fin de l'été 1947, malgré la responsabilité personnelle de Thierry d'Argenlieu dans les 6 000 victimes vietnamiennes du Bombardement de Haïphong le 23 novembre 1946. Motivé par un simple contrôle douanier, ce bombardement visait à s’emparer de ce port, essentiel dans l’activité économique, comme le montrent les cartes du temps du colonialisme. D'Argenlieu qualifie, en privé, de « Munich indochinois » les accords Hô-Sainteny du 6 mars 1946. Aux termes de ces accords, « la France reconnaît la République du Viêt Nam comme un État libre ayant son gouvernement, son Parlement, son armée et ses finances » et proclame une république de Cochinchine le 1er juin 1946. Hô Chi Minh est alors en France avec le général Raoul Salan, pour des négociations que d'Argenlieu réussira à entraver, après avoir provoqué le départ en juin 1946 du général Leclerc, présent depuis le 5 octobre en raison de leur brouille au sujet de ces négociations avec Hô Chi Minh.
L'espace médiatique sera aussi dominé par l'interventionnisme d'un autre général De Lattre de Tassigny, qui en octobre 1951 voyage jusqu'à Rome pour convaincre personnellement le pape Pie XII de recadrer les évêques et notables catholiques du Viêt-nam, qu'il juge trop indulgents envers le Vietminh, après avoir mis en place à Saïgon un contrôle envahissant des médias.

#### L'autocensure dans les colonnes du quotidien MRP
Le 29 juillet 1949, Jacques Chegaray réalise un reportage relatant les exactions de l'armée française en Indochine que L'Aube refuse car "le parti démocrate-chrétien est particulièrement actif dans la politique de guerre", et qu'il doit publier donc dans Témoignage chrétien. Il rapporte l'utilisation de la torture par l'Armée, au moment où des enquêtes internes menées par le Service de sécurité « Air » à la mi-1949 à Hanoï repèrent l'utilisation de la torture et des exécutions sommaires en au moins deux occasions séparées.
En France, "toute la presse s'en fait l'écho" et "les députés, lors d'une séance orageuse, évoquent le problème",. André Fontaine, dans Le Monde du 30 juillet, souligne que Jacques Chegaray  écrit dans le journal "du parti auquel appartient le ministre de la France d'outre-mer" et s'inquiète pour les "100000 des nôtres qui se battent là-bas" et "leurs familles anxieuses de la tournure" que prend la guerre, où des villages sont "brûlés par représailles" par l'armée, actes de "la barbarie", et fait un lien avec les exactions des nazis en France cinq ans avant. Ces exactions se combinent avec des humiliations à grande échelle, des viols et abus sexuels, selon Michel Bodin, historien français spécialiste de la guerre d'Indochine .
Ce texte est repris plus tard dans l'ouvrage de l’historien Pierre Vidal-Naquet  « Les Crimes de l'armée française », paru pour la première fois en 1975 et réédité en 2001 avec une préface inédite de l'auteur. Il fait qu'une partie la gauche chrétienne qui se retrouve au premier rang" du combat anticolonialiste, avant même que le PCF et la CGT s'en emparent à l'hiver 1949-1950. Selon les témoignages, la torture se serait surtout "généralisée après le passage de du général de Lattre de Tassigny", grand apôtre de la communication militaire, arrivé un an et demi après au nouvel an 1951 et qui a par ailleurs couvre l'Opération X, un trafic d'opium géré par l'armée française. Conséquence de cette généralisation, de nombreux aveux inutiles inventés par des innocents pour y échapper et Jean-Paul Sartre estime que cette pratique a le "visage des Allemands en France", dans la revue les Temps Modernes.

#### Deux généraux portés sur la communication
En l'absence de consensus dans la classe politique, et même entre partis au pouvoir, des militaires improvisent et imposent très vite un agenda médiatique calqué sur leurs propres priorités, d'abord l'amiral d'Argenlieu, fermement opposé à l'Indépendance et au Vietminh puis de Lattre.
À peine arrivé en octobre 1945, d'Argenlieu demande à Jacques Fischbacher, un ex-planteur de caoutchouc qui avait animé localement la "France Libre" avec Pierre Boulle, futur auteur du film Le Pont sur la rivière Kwai de relancer l'ancienne Agence radiotélégraphique de l'Indochine et du Pacifique (ARIP) liée à l'agence de presse Havas et au monde colonial, avec son émetteur exploité par la CSF, diffusant jusqu'en Australie. C'est l'ancienne Radio Saïgon, déjà relancée en mai 1939 par Jacques Le Bougeois, dans le sillage de la "voix de la France" du Poste colonial créé lors de l'exposition coloniale de 1931 puis fermé le 9 mars 1945 par les Japonais. Passée sous le contrôle du Vietminh quelques semaines, elle a été reprise par le colonel Jean Cédile. Le 9 décembre 1945, d'Argenlieu y fait une allocution de 50 minutes, sous des applaudissements mis en scène dans la rue tandis que sont embauchés des reporters liés à l'armée, comme Brigitte Friang, cofondatrice du RPF en 1947, attachée de presse d'André Malraux et Jacques Chancel, qui a fini son service militaire en Indochine, où son oncle l'a confié à William Bazé, grand propriétaire terrien,. Après avoir animé une émission de dédicaces aux militaires, il devient correspondant de guerre.
Mais au Nord, la Voix du Vietnam émet déjà clandestinement depuis septembre 1945 pour le Viet Minh, les Français l'accusant d'avoir récupéré son matériel auprès des Japonais. Il faudra attendre une convention franco-vietnamienne de 1949 pour scinder Radio Saïgon en deux : « Radiodiffusion du Vietnam », moins coloniale, et Radio France-Asie, qui emploie 140 personnes et recourt cette fois à des signatures prestigieuses de la presse écrite : Yves Desjacques du Figaro et Max Clos du Monde.
Dès la fin de 1946, le directeur du cabinet de d'Argenlieu tente d'étendre son influence à la presse écrite : il convoque René Dussart, correspondant de Paris-Presse après une dépêche du 20 décembre décrivant des bavures « commises par des militaires français sur la personne d'Annamites du Viêt-minh » qui avait entraîné un éditorial au vitriol de Franc-Tireur, mentionnant la lettre d'un soldat français comparant les faits au massacre d'Oradour-sur-Glane. Nathan Bloch, de la  presse australienne a également couvert l'affaire et son article été reproduit par l'Associated Press américaine. D'Argenlieu, dont il est l'une des bêtes noires, reconnaîtra avoir reçu des instructions du nouveau ministre des Colonies Jacques Soustelle, inquiet de l'impact sur l'opinion publique. L'année suivante, en 1946, c'est le grand quotidien américain Chicago Tribune qui compare ces exactions à celles des nazis,, tandis que la presse belge souligne que la Légion envoie en Indochine des Allemands, les anciens de l'Afrikakorps.
La volonté d'influencer les médias pour gagner l'opinion publique recourt à tous les procédés : censure, pression, mais aussi soutien appuyé, par divers moyens, y compris matériels, à des journalistes "amis", qui donnent écho au discours des généraux. Lucien Bodard, un ancien de la section presse-information du gouvernement provisoire chargé de l'Extrême-Orient est recruté par France-Soir en 1948. Avec Max Olivier-Lacamp, passé au Figaro, il forme un duo que les conseillers militaires accueillent « comme des plénipotentiaires importants » et dont ils saluent les écrits. Il a ses entrées chez l'état-major du corps expéditionnaire et auprès de l'empereur Bảo Đại. Le reporter Jean Lartéguy, futur Prix Albert-Londres en 1955, est aussi un ex-militaire devenu correspondant de Paris-Presse. Comme Bodard, il devient très proche du général De Lattre, arrivé fin 1950, qui pense que le conflit « se gagnera d'abord avec le soutien de l'opinion publique » et crée donc un "camp de presse" où « d'âpres marchandages ont lieu dans le bureau des censeurs », qui « raturent, coupent ». Certains journalistes s'indignent, les anglo-saxons en particulier, que le commandement militaire y mène « contre eux une guerre plus efficace que contre le Vietminh »,. Lucien Bodard y place un de ses amis, le jeune pigiste Robert Aeschelmann, et le général met un appartement à disposition de son épouse Mag Bodard, qui écrit sur la vie urbaine à Saïgon et Hanoï, et devient la maîtresse du patron de France-Soir Pierre Lazareff, qu'elle épousera après la guerre, comme le révèlera le patron des deux palaces locaux, "Le Continental" et "Le Majestic",. Lors de sa nomination au haut-commissariat à l'Indochine, en 1951, le radical Albert Sarraut lit aux journaliste un sermon de 20 minutes sur leur métier.
En mai 1953, Henri Navarre devient le septième commandant en chef en Indochine, censé « reconquérir l’initiative », salué par un article-fleuve du général Georges Catroux dans Le Figaro le 21 juillet 1953. D'autres journaux sont au contraire accusés d'avoir fait fuiter des informations : Roger Stéphane de L'Observateur est inculpé et L'Express est saisi le 29 mai. La proximité entre généraux et médias va les entrainer dans un désastre commun. L’Aurore du 23 mai salue l'arrivée des parachutistes à Diên Biên Phu, qui « confirme la valeur de ces troupes et l'autorité de ses chefs » tandis qu'Étienne Anthérieu écrit peu après dans Le Figaro : « dans l’ombre des réguliers Viet-minh, endoctrinés et fanatiques, combien d’indécis, d’attentistes ? » puis annonce fin janvier « un tournant dans la guerre d’Indochine » en faveur de la France alors que l'inverse se produira juste après.

#### De nouveaux statuts pour l'AFP etLe Monde
L'indifférence d'une partie de l'opinion en France est renforcée par les difficultés à se faire une opinion, sur fond de pressions sur la presse émanant des deux camps, qui ne génèrent pas la confiance du public. L'Agence France-Presse se met dès 1950 à la recherche d'un statut d'indépendance, qui aboutira en 1955-1956, après avoir subi censures et intimidations du gouvernement français pour sa couverture de la guerre. En octobre 1945 un ancien de l'Office français d'information (OFI), Michel Peutin, ouvre le bureau de Saïgon, avec Jean Hertrich et Jacques Dauphin, ex-résistant gaulliste emprisonné sous l'Occupation à Long Xuyen, réintégré ensuite dans l'armée, puis arrêté et torturé par les Japonais en 1945.
Dès le 18 avril 1947, Gilles Martinet, rédacteur en chef de l'AFP depuis août 1944, est écarté par le directeur général Maurice Nègre, à la demande de l'amiral Georges Thierry d'Argenlieu, nommé depuis septembre 1945 commandant en chef pour l'Indochine, et malgré le soutien de ses collègues journalistes,, après avoir refusé de censurer les déclarations et communiqués du Viêt-Minh. Il est ensuite élu au comité d’entreprise de l'AFP puis anime avec Claude Estier la Revue internationale, très critique de la guerre d’Indochine. En 1947, D'Argenlieu obtient aussi le renvoi en France de Jacques Dauphin, après lui avoir reproché des dépêches pas assez valorisantes pour l'armée puis celui du directeur du bureau Pierre Norgeu, au prétexte d'une erreur du desk parisien dans une dépêche sur ses projets personnels, qui aurait pu gêner celui de créer un service en anglais sur l'Indochine, finalement jamais abouti. Des dépêches de Pierre Guillain, un des rares Occidentaux à avoir passé la Seconde Guerre mondiale à Tokyo, au service de l'AFP, ensuite auteur de plusieurs scoops annonçant les difficultés françaises, ne sont diffusées qu'aux clients étrangers et il part couvrir la décolonisation de l'Inde, où il se fait embaucher par Le Monde.
Mal vue par certains généraux puis par le Viet Minh, qui finit par refuser d'accréditer un correspondant, l'AFP n'a droit qu'à quelques communiqués, parfois à survoler des champs de guerre. Le quotidien catholique belge La Gazette de Liège juge ses dépêches partisanes et préfère celles de la rivale américaine Associated Press. Dès 1947, son patron a préféré « un Belge qui connaît parfaitement » le Vietnam et défend le Viet Minh, car l'AFP « verrouille tout ce qui ressemble, de près ou de loin, à une contestation de la politique française » selon Joseph Demarteau, patron de La Gazette de Liège le 16 janvier 1947, cité par Catherine Lanneau.
Plusieurs clients français de l'AFP s'indigneront en 1954 d'autres pressions sur l'AFP, quand Gustave Aucouturier et son adjoint, Georges Bitar sont écartés de la direction pour avoir diffusé un extrait d’un article de L'Express consacré au rapport, jugé pessimiste, des généraux Ely et Salan sur l’avenir de l'Indochine. Les sources diplomatiques préfèrent, elles, donner les informations sensibles à la britannique Reuters. L'AFP subit dès 1951 la concurrence de l'Agence centrale de presse (ACP), créée par deux groupes de presse de gauche. Président de la Fédération nationale de la presse française (FNPF), Albert Bayet multiplie les dénonciations d'une « agence d’État » dont le statut via une loi garantissant l'indépendance ne sera voté qu'en 1956. Dès 1949, un projet signé de François Mitterrand imagine une taxe spéciale pour la financer. Puis en 1954, sous Pierre Mendès France, Jean Marin, nommé président de l'AFP, met sur pied deux groupes de travail comprenant la plupart des fédérations de la presse française et déclare à ses reporters : « votre directeur général prendra sur lui d'assumer la responsabilité de ce pour quoi vous étiez dénoncés par un pouvoir excessif ». Le 5 février 1955, le gouvernement de Pierre Mendès France est renversé. La veille de son départ, il crée la commission « chargée d'étudier les réformes de l'AFP et de préparer un projet de statut ». Le 18 juillet, il est prêt puis plébiscité fin août par un référendum auquel participent 83 % des 1 001 salariés inscrits. Puis c'est le Parlement qui l'adopte à son tour à l'unanimité. La presse quotidienne régionale, qui a réclamé ce statut, en profite au cours des dix ans qui suivent, gagnant un million d'exemplaires quand celui de la Presse quotidienne nationale stagne.
Au quotidien Le Monde, Jacques Guérif, embauché en octobre 1945 comme spécialiste des questions coloniales, signe dès l'été 1946 des articles « prônant l'autonomie de l'Indochine et montrent l'impossibilité de la reconquête » rêvée par l'amiral d'Argenlieu. Pour lui comme pour le directeur Hubert Beuve-Méry, l'Indochine ne peut être conservée dans l'Empire colonial, mais Le Monde cultive tout d'abord une forme de pluralisme, publiant aussi un éditorial de Rémy Roure, journaliste chevronné issu du MRP, allant dans le sens inverse.
Pour consolider son anticolonialisme, Hubert Beuve-Méry publie l'hebdo Une semaine dans le Monde, d'avril 1946 à septembre 1948. Son opposition à la guerre d'Indochine le prive de Martial Bonis-Charancle, secrétaire général administratif, qui avait joué un rôle-clé dans la naissance du Monde, qui sort de son bureau en lançant: « Vous avez un clairon qui ne sonne que les défaites! » puis claque la porte en décembre 1947.
Hubert Beuve-Méry est le premier à évoquer « Une guerre sale » dans Le Monde du 17 janvier 1948, expression reprise comme "sale guerre" 4 jours après dans L'Humanité. Son engagement contre la guerre provoque aussi le mécontentement de certains ministres puis début de 1948 et début 1950, quand la polémique sur la guerre s'avive, des projets de créer un quotidien concurrent.
Le projet émerge dès 1948, sous la houlette de Paul Cheminais, PDG de la Société d'études économiques et sociales, des articles mentionnant en 1950 qu'il pourrait utiliser le nom de l'ancêtre du Monde jusqu'en 1944, Le Temps dont plusieurs ex-dirigeants sont sollicités, leurs noms apparaissant dans la presse. Le projet ne reprendra qu'en novembre 1954, quand Philippe Boegner, cofondateur de Paris-Match, est convoqué par Antoine Pinay, ex-président du conseil. Lors de deux entretiens, il lui demande de créer un concurrent au Monde et le projet se concrétisera à la mi-avril 1956 mais capotera après deux mois et demi. C'est le quotidien Le Temps de Paris, partisan de l'Atlantisme et de l'Algérie française, financé par une nébuleuse proche de la Banque Worms et du patronat de Clermont-Ferrand,. Le premier numéro sort mi-avril 1956, en pleine aggravation de la guerre d'Algérie par le Président du Conseil Guy Mollet, contesté par Le Monde. Les affiches du Temps de Paris y font allusion : « Les défaitistes ne lisent pas le Temps de Paris » ; il tire à 400 000 exemplaires les premiers jours, en débauchant quatre journalistes du Monde dont il triple le salaire, puis s'effondre après quelques semaines.
Entre-temps, Hubert Beuve-Méry a œuvré à protéger aussi de l'intérieur l'indépendance du journal, devenu clairement anticolonialiste. En 1951, la Société des rédacteurs du Monde est créée, pour veiller à l'indépendance journalistique, avec 28 % des parts de la SARL Le Monde et la totalité des droits de vote. Dès 1956, Le Monde devient propriétaire de son immeuble rue des Italiens et en 1960 sa diffusion s'envole, triplant en 10 ans pour atteindre 347 783 en 1971, puis près de 500 000 à la fin des années 1970. Entre-temps, ses journalistes font preuve de clairvoyance : Jacques Fauvet estime en 1953 que « Cette guerre, sans issue militaire, devient sans solution politique » et Pierre Guillain le 7 mai 1954, qu’en cas d’élections libres, « Ho Chi Minh recueillerait dans toute la partie nord du Vietnam entre 80 et 90 % des voix, même si ailleurs les suffrages seraient moins inégalement partagés ».

#### Naissance des hebdos d'actualitéL'ObsetL'Express
Franc-Tireur soutient la cause anticolonialiste via les articles de Madeleine Jacob et Claude Bourdet, mais la diffusion qui était encore de 370 000 exemplaires chute, quand ils partent avec une partie de la rédaction fusionner avec Libération, plus investi dans l'anticolonialisme, également soutenu par Témoignage Chrétien et Combat, où Bourdet a été désigné en mai 1947 par Albert Camus pour lui succéder comme éditorialiste. L'Indochine va l'y opposer à l'ex-capitaine d'état-major Henri Frenay, l'un des premiers chefs de la Résistance, cofondateur de ce quotidien à 100 000 exemplaires, où famine et répressions en Indochine des années 1930 ont été rappelés dès l'hiver 1944-1945 par les éditoriaux de Pierre Herbart, grand reporter qui les avaient révélées à l'époque.
Fin 1949, Claude Bourdet signe aux côtés d'André Gide et Louis Jouvet une pétition réclamant des négociations de paix. Et début 1950, la question de l'Indochine l'amène à traiter Henri Frenay de « néofasciste ». En février 1950, François Mauriac lui reproche des articles soutenant le refus des cheminots de charger du matériel militaire. L'anticolonialisme de Bourdet était pourtant public, depuis ses articles dans Octobre, puis sous sa plume dès 1947, dans Combat.
Il en appelle alors aux lecteurs de Combat, dans deux numéros successifs, les 6 et 9 février 1950, pour fonder avec une partie de la rédaction l'hebdomadaire anticolonialiste L'Observateur politique, économique et littéraire,. Grâce à leurs souscriptions financières et à l'argent de la mère de Roger Stéphane, le premier numéro, le 13 avril 1950, est tiré à 20 000 exemplaires, avec des articles de Gilles Martinet, Claude Bourdet, Hector de Galard, et la collaboration de Jean-Paul Sartre. Combat, qui a renvoyé Bourdet et perdu peu après la moitié de ses lecteurs, le poursuit en justice.
Les titres d'articles publiés de 1950 à 1953 par le nouvel hebdomadaire annoncent la ligne politique : « Détruire le Vietnam c'est détruire la France », souligne Claude Bourdet, tandis que Gilles Martinet dénonce le « bluff indochinois » et Roger Stéphane « les combats douteux de la France ». L'équipe inclut des journalistes SFIO anti-colonialistes, Claude Estier, exclu du Populaire pour un article titré « Jules Moch, assassin », et Maurice Laval, maire adjoint de Montrouge, présent avec Bourdet à Octobre dès 1947,. L'hebdomadaire se rebaptise L'Observateur Aujourd’hui en 1953 puis France Observateur en 1954.
Ce succès lui attire un concurrent, L'Express, créé le 16 mai 1953 par Jean-Jacques Servan-Schreiber, dont la famille avait fondé Les Échos, engagé à 25 ans par Le Monde comme éditorialiste en politique étrangère pour sa bonne connaissance des États-Unis, qui lui permet de se spécialiser sur la guerre froide. Depuis 1951, il fréquente son futur beau-frère Pierre Mendès France, après avoir applaudi son discours de deux heures sur l'indépendance future de l'Indochine. C'est pour l'aider dans cette cause que JJSS créé  L'Express, rejoint par Françoise Giroud, jeune directrice de la rédaction d'Elle. Le tirage augmente rapidement, la maquette offrant une large place à la photographie. Les difficultés financières de ces deux hebdomadaires n'apparaitront qu'après l'été 1962: la fin des guerres coloniales fait perdre des lecteurs. Jean Daniel et d'autres de L'Express négocient leur fusion avec France-Observateur, qui le 12 novembre 1964 se rebaptise Nouvel Observateur, pour un tirage revenu à 50 000 exemplaires, sauvé par le financier, Claude Perdriel. D'autres journalistes de L'Express créeront le magazine Le Point en 1972.

#### Difficultés deL'AuroreetParis-Presse, virage deParis-Match
Paris Match, fondé en 1949 par Philippe Boegner et Paul Gordeaux, qui permet à l'industriel Jean Prouvost de revenir dans la presse, apporte à la couverture de la guerre des reportages photos riches et nombreux. Comme Le Figaro ou L'Aurore, il est un des piliers de l'orchestration de campagnes d'opinion martelant que la France y défend la liberté et relaie le lobbying civil, financier et militaire à chaque fois qu'il réclame un renforcement de l'effort de guerre. Parmi ses grands reporters, le grand résistant, Joël Le Tac, ex-capitaine de l'armée en Indochine avant d'intégrer en janvier 1952 le bataillon français de l'ONU, combattant dans les batailles de Kumwha, du triangle de Fer et de T Bone de la Guerre de Corée.
Face à France Observateur et L'Express, Paris Match se remet cependant en cause. Son directeur Philippe Boegner ne supporte plus les correspondants de guerre habituels. Pour obtenir « des images différentes » ou inattendues il envoie aussi en Indochine Willy Rizzo, célèbre photographe des stars, qui innove en pénétrant dans un camp de prisonniers Vietminh ou par des photos de tranchées, jusque là évités pour pas faire penser à la Première Guerre mondiale. Elles seront interdites de diffusion. Le général Salan déclare même: « Si je revois Rizzo en Indochine, je l'encule devant mon bataillon », car le photoreporter réussi à montrer que la France menait « une guerre et pas une opération de police ».
Plus arrangeant, son comparse Philippe de Baleine avait écrit maladroitement, fin 1952, que Le Huu Tu, ex-conseiller de Ho Chi-Minh en froid avec lui, est le « meilleur allié des Français »,, alors qu'il a en réalité souvent caché des concentrations de troupes viêt-minh dans son évêché et que « jamais ses relations avec les chefs militaires français ne furent aisées ». Une maladresse qui ne peut s'expliquer que par l'« l'ignorance du contexte » ou une « œuvre de propagande pour soutenir le moral du lecteur français », selon le spécialiste de l'histoire des relations internationales contemporaines, Francis Latour. Tous deux inspireront à Hergé en 1962 les personnages de Walter Rizotto et Jean-Loup de la Batellerie, envoyés de Paris-Flash à Moulinsart, après un reportage photo à Milan sur Maria Callas,. À Diên Biên Phu en 1954, Joël Le Tac et Michel Descamps ramènent non seulement des photos de la situation très attendues en Métropole mais aussi l'information que pour les soldats français, « les carottes sont cuites ». « Sensible à la Guerre d'Indochine », Paris Match s'en désintéresse après la défaite. Par la suite, subissant la concurrence des nouveaux hebdomadaires, sa diffusion sera divisée par trois en seize ans, passant de 1 800 000 exemplaires en 1958 à 550 000 en 1975.
À Paris, au contact d'une opinion métropolitaine réticente ou indifférente, les éditorialistes sont souvent plus mesurés que les envoyés spéciaux. D'autres journaux soutenant la guerre amorcent eux aussi un virage sur sa fin. La France « sacrifie sans compter ses hommes et ses milliards » pour une « cause qui n'est pas la sienne » et « dès le danger communiste passé, il faudra, de toute façon, que la France s'en aille », écrit ainsi le 22 octobre 1953 André Guérin, rédacteur en chef de L'Aurore, pourtant journal le plus favorable à la guerre.
Le quotidien a été acheté en 1951 par l'industriel textile Marcel Boussac, première fortune française, qui joue « un grand rôle » en faveur de la guerre car c'est l'un des patrons engagés en politique et pour les guerres coloniales, même s'il n'est pas représentatif de l'ensemble,. Grand négociant dans les colonies, il dispose de comptoirs ouverts dès 1918 en Indochine, Les maîtres de la presse, une brochure de 160 pages « souvent bien informée »,, malgré son ton polémique publiée en janvier 1956 par le Mouvement de libération du peuple, du syndicaliste chrétien Henri Longeot. L'Aurore tirait en 1952 au-dessus de 400 000 exemplaires et grimpe à 500 000 exemplaires en 1956, l'année d'une innovation, l'illustration en couleur, mais c'est surtout grâce à la fusion en 1954 avec Ce matin, qui tirait encore à 120 000 exemplaires en 1952. En baisse ensuite, il perd un tiers de ses lecteurs, pour retomber à 355 000 exemplaires en 1960.
De son côté, la Librairie Hachette acquiert France-Soir en 1949. Les économies d'échelle permettent d'être le mieux placé pour couvrir l'actualité internationale : France-Soir franchit le cap du million d'exemplaires dès 1953 ou 1954. Il est capable, lorsque l'actualité le justifie, d'imprimer jusqu'à sept éditions par jour, étendant la méthode qui avait réussi avant la guerre à Paris-Midi puis Paris-Soir.

#### La presse communiste pro indépendance
Les intimidations des hebdomadaires communistes Regards et France d'abord, par des perquisitions et interpellations dès février 1949, puis le 14 juillet 1949 précèdent une radicalisation sur ce thème: par sa presse et ses actions dans les entreprises et les transports, le PCF, alors premier parti de France avec un quart de l'électorat, va prendre systématiquement à témoin l'opinion publique, à partir de 1950, contre la guerre.
L'Humanité ne consacre d'abord qu'une colonne au Bombardement de Haïphong du 23 novembre 1946, pourtant réel départ de la guerre. Et quand Charles Tillon est écarté de son ministère en janvier 1947, Maurice Thorez intime aux parlementaires du PCF d'aplaudir la déclaration du Président du conseil qui rend hommage aux militaires responsables de ce bombardement.
Mais le 22 mars 1947, le jeune résistant René L'Hermitte, envoyé spécial de L'Humanité à Saïgon cite un officier dénonçant des tortures contre des prisonniers Viet-minh. Quelques semaines après le PCF est chassé du  gouvernement. Le 18 septembre 1949, c'est le quotidien breton Ouest-Matin, fondé dix mois plus tôt par des chrétiens de gauche, qui publie à son tour la lettre d'un soldat accusant les troupes françaises d'atrocités,, sur fond de vif débat dans l'opinion en métropole sur les « atrocités françaises »,, et René L'Hermitte couvre fin 1949 les premières manifestations de rues et des refus de chargement d’armes, à Dunkerque et Marseille, qui débouchent sur une longue grève des dockers.
Le quotidien populaire du PCF Ce soir a recruté Andrée Viollis, ex-grand reporter du Petit Parisien, qui avait témoigné de la famine et des répressions lors la visite en 1932 de Paul Reynaud, ministre des Colonies, venu tenter de rassurer les colons, puis dans son livre de 1935 "S.O.S. Indochine", réédité fin 1949 sans la préface d'André Malraux,,. Le 2 juillet 1946, elle présente Hô Chi Minh, venu négocier la conférence de Fontenaibleau, à sa jeune collègue, la résistante Madeleine Riffaud, qui se passionne pour la cause indochinoise et reçoit régulièrement jusqu'en 1949 Tran Ngoc Danh, membre de la délégation vietnamienne
Malgré ces deux plumes prestigieuses, Ce soir, qui dès la fin des années 1930 souhaitait donner la priorité à la lutte anti-fasciste sur l'anticolonialisme, couvre peu la Guerre d'Indochine. Le quotidien disparait début 1953 alors qu'il tirait encore à un demi-million d'exemplaires en 1946. Andrée Viollis y avait pourtant signé 5 articles sur le sujet dès 1945 puis préfacé la brochure du PCF La Vérité sur le Viêt-Nam, militant à l'hiver 1947-1948 pour libérer Vietnamiens emprisonnés, avant d'être envoyée par Ce soir en Afrique du Sud et à Madagascar. Elle poursuivra dans La Marseillaise la dénonciation de « la sale guerre » en Indochine, tandis que Madeleine Riffaud n'exprimera cette passion que dans la Vie ouvrière, journal de la CGT.
La presse communiste s'aprovisionne alors auprès de l'Union française de l'information qui sert 20 quotidiens et 91 hebdomadaires, mais dont la crédibilité vient d'être affaiblie par le soutien public du PCF aux purges staliniennes de la fin 1949, via la censure d'une déclaration du bulgare Traïcho Kostov soulignant que ses aveux ont été extorqués ou même de la couverture d'un match décisif pour la qualification française pour la Coupe du Monde de football 1950 au Brésil, au motif que l'adversaire est la Yougoslavie du Maréchal Tito. Ces censures causent la démission du directeur de l'UFI début 1950 et affaiblissant les journaux clients, qui avaient au même moment, entre 1949 et 1952, massivement couvert les actions parfois violentes du PCF contre la Guerre d'Indochine qui est alors en passe, avec l'aide américaine, de devenir une guerre contre le communisme plus qu'une guerre coloniale. Les 20 quotidiens communistes ne sont plus que 14 en 1953, et leur tirage a été divisé par deux. En 1955-1956, quand la constestation anti-colonialiste reprendra, cette fois sur l'Algérie, plusieurs de ceux qui avaient combattu la guerre d'Indochine sont déjà asphyxiés financièrment.
L'Humanité, plus investi dans la question indochinoise, au lectorat plus militant et moins populaire, a mieux résisté que ces journaux et surtout que Ce soir. Elle diffuse toujours 161 000 exemplaires en 1954, devant Le Monde (155 000 exemplaires), malgré la crise générale de la presse française en 1952, qui l'a vue tomber à 140 000 exemplaires, et la fonte d'un tiers des effectifs militants du PCF entre 1951 et 1953. Le journal Libération, animé par un grand résistant proche du PCF, Emmanuel d'Astier de La Vigerie, qui combat fermement la guerre a encore mieux résisté et reste proche de 100 000 exemplaires.
À partir de 1950, les principaux dirigeants du PCF écrivent dans L'Humanité contre la guerre d'Indochine: Étienne Fajon, Marcel Cachin, Jacques Duclos et le numéro trois André Marty, grand spécialiste des questions coloniales au PCF jusqu'à son éviction, en 1952 comme d'autres grands résistants anticolonialistes, Auguste Lecœur qui organisa des manifestations régionales dès juin 1949,, Georges Guingouin, qui avait refusé de partir en mission en Indochine comme beaucoup d'officiers issus de la Résistance FTP que l'armée pressait d'accepter et Charles Tillon, qui avait tenté d'accueillir plus chaleureusement le Vietminh en 1946.
L'Humanité publie presque chaque jour un article sur l'Indochine de Pierre Durand. Le jeune André Stil, promu rédacteur en chef en avril 1950 juste après sa nouvelle sur les dockers de Dunkerque, le chef du service international Pierre Courtade, qui séjournera discrêtement dans les maquis Viet minh, fin 1952 début 1953, d'où il ramènera un numéro spécial de 80 pages, son adjoint et successeur Yves Moreau y consacrent aussi de nombreux articles et livres, certains accusant Paris de complaisance à l’égard des « ex-nazis de la Légion étrangère » envoyés en Indochine sur les missions les plus difficiles : sur les 72833 légionnaires qui y servirent, près de 12 % périrent soit le pire taux de pertes humaines.

### Les partis politiques et l'Église
En 1953, un an avant la fin de la guerre, la question de la guerre d'Indochine est très présente dans le débat politique.

#### Le MRP, seul parti vraiment investi
Le MRP est le seul parti politique français à faire son cheval de bataille de cette guerre, au point que les historiens en parlent comme « la guerre du MRP », et en paie le prix car elle a renforcé « son discrédit par les critiques internes et externes qui lui furent adressées » et l'a éloigné de « nombre de syndicalistes, catholiques et intellectuels » auparavant proches du MRP. Les sondages montrent que dès mai 1953 environ 41 % des électeurs MRP sont partisans de négocier et de retirer les troupes.
Alors que le partenaire socialiste au sein de la majorité ne cesse de déplorer la rupture des contacts avec Hô Chi Minh et de critiquer la réinstallation au pouvoir de Bao Daï, ces réticences troublent les militants MRP de la fédération de la Seine. Dans ce parti catholique, l'opinion générale n'apprécie guère les mœurs de Bao Daï, « l'empereur des casinos ». André Denis, député de la Dordogne et ex-rédacteur en chef du journal catholique de Limoges, La Liberté du Centre, dirigé par Robert Schmidt, avait plaidé dès 1949 pour des négociations dans son journal, La Gazette du Périgord. En 1950 se manifeste pour la première fois au sein de ce parti un courant d'opposition important à la guerre, d'autant que le syndicat CFTC, traditionnellement proche du MRP, prend lui aussi ses distances avec la politique indochinoise. Syndicalisme, journal de la CFTC, condamne les violences du PCF et de la CGT contre la « sale guerre » au début de 1950, mais réclame aussi un règlement négocié,, tandis que Jacques Madaule, maire d'Issy-les-Moulineaux, réunit le 19 février 1950 des catholiques pour la paix en Indochine dont des MRP, parmi lesquels André Denis. Trois députés, l'abbé Pierre, le professeur Paul Boulet et le marquis Charles d'Aragon, membre du comité directeur, critiquent la dérive droitière et la dérive guerrière du MRP et quittent le parti, avant son congrès de Nantes (18-21 mai 1950) qui entérine la politique indochinoise du gouvernement. Charles d'Aragon fonde dans la foulée la "Gauche indépendante" en 1951.
Le MRP est alors l'épine dorsale, sur la question indochinoise, de la "Troisième Force" qui l'associe aux radicaux et à la SFIO, mais toujours sur la défensive sur l'Indochine, ces trois partis ne se « réconciliant que sur la réduction des crédits militaires ». La Loi des apparentements, importante réforme électorale permettant à la "Troisième Force" de se maintenir au pouvoir malgré sa baisse importante lors des élections législatives françaises de 1951 n'autorise cependant pas les dissensions en son sein à aller au-delà de simples changements de tête à la direction de l'exécutif.
En 1953, 28 % aussi des électeurs RPF sont partisans de négocier et de retirer les troupes. C'est également le cas de 38 % des « modérés », 43 % des électeurs RGR, 61 % des socialistes et la totalité au PCF. En 1952, deux ans avant la fin, seuls les électeurs RPF sont majoritaires (52 %) pour continuer l'effort de guerre mais, en mai 1953, il n'y a plus un seul électorat favorable à la guerre: c'est le cas de seulement 18 % des électeurs SFIO, 28 % des RGR, 30 % des MRP, 29 % des « modérés » et 46 % des RPF. Selon Alain Ruscio, seuls quelques dizaines de milliers de Français ont milité pour l'Indochine française, dont 7 à 8 000 via l'Association des anciens du CEFEO.

#### L'Église de France et d'Indochine divisée
Les partisans de l'Indochine française au sein du monde catholique ont tenté de mobiliser l'opinion publique mais se heurtèrent à d'autres catholiques, de France comme d'Indochine, et aux principes édictés par le pape Benoît XV (1914-1922)  d’abandonner progressivement la logique colonialiste. Dès l'époque des portugais venus de Goa, le Vietnam a vécu une influence catholique et le missionnaire français Alexandre de Rhodes a au siècle suivant inventé un alphabet vietnamien à caractères latins. Au début du XXe siècle, environ 10 % de la population se déclarait déjà catholiques et les gouverneurs encourageaient cette religion, mais dès les années 1920, un clergé vietnamien se développe, qui le 2 septembre 1945 soutient en grande partie la proclamation d’indépendance par Hô Chi Minh. Trois semaines plus tard, quand la France reprend Saïgon dans l'espoir d'une reconquête, les quatre évêques vietnamiens s'y opposent, écrivant au pape pour qu’il reconnaisse l’indépendance du nouveau pays. Au cours de l'année 1945, l'évêché tonkinois de Le Huu Tu et celui de Bui-Chu, juste à côté, sont des môles de résistance à la pénétration française et que « jamais ses relations avec les chefs militaires français ne furent aisées ». Hô Chi Minh était désireux de négocier avec la France jusqu’en 1947 et la Guerre posait la question de l’indépendance. Mais après 1947, il devient plus difficile aux chrétiens modérés de le soutenir car il apparait plus comme un communiste et plusieurs s'éloignent mais l'espoir de l'armée, relayé par la presse, d'un fidèle soutien à la France restera illusoire,.
Les milieux chrétiens de droite accusent souvent l’Église d’encourager la décolonisation. François Méjan, conseiller d'État (1960-1978), conseiller juridique de l'Église réformée de France, et président de la Société de l'histoire du protestantisme français (1978-1982), écrivit même que le clergé travaillait « à la sécession totale de la France d’outre-mer » et « favorisait les revendications nationalistes d’indépendance totale ». Ces critiques eurent de l'écho, paradoxalement, chez une frange d'anticléricaux socialistes partisans de l'Indochine française, qui évoquèrent le « Vaticform » par allusion au Kominform. En octobre 1951, le général de Lattre tenta de convaincre le pape Pie XII, par un voyage à Rome d’intervenir en faveur de la France auprès des évêques et des notables catholiques du Viêt-nam. Il obtint la nomination d'un délégué apostolique au Vietnam, Monseigneur Dooley, mais sans influence réelle sur le cours des choses malgré un soutien à l'empereur Bảo Đại, qui dès 1947 était prêt à remonter sur le trône et y est parvenu en 1949 à l'instigation des Français en 1949 alors qu'il est un héritier de monarques qui avaient jadis persécuté les chrétiens. En juillet 1949, le journal Témoignage chrétien publie le récit de Jacques Chegaray sur l'utilisation de la torture par l'Armée et deux mois après c'est le nouveau quotidien breton Ouest-Matin, fondé peu avant par des chrétiens de gauche, qui fait d'autres révélations, suscitant l'animosité d'une bonne partie des chrétiens contre la guerre.
Au même moment, une « contre-propagande » se développe en Belgique, où la gauche est rejointe par un monde catholique qui « voit sa survie outre-mer dans la dissociation claire entre colonisation et christianisation ». Le quotidien catholique bruxellois La Libre Belgique est ainsi très en pointe dans la critique de la guerre. Même si la Flandre est moins concernée que Bruxelles et la Wallonie, une influence déteint sur les catholiques français, d'autant qu'elle est relayée par des journaux de province de gauche mais sans liens politiques comme Indépendance, quotidien de Charleroi proche des milieux de la Résistance, à la ligne anticolonialiste également affirmée.

#### La SFIO et le RPF souvent critiques
Au RPF, qui voit peu à peu affluer les partisans de la guerre, le leader De Gaulle a exclu tout meeting sur le sujet et salué « avec soulagement et quasi-gratitude une fin scellée » en 1954-1955 par Pierre Mendès France. Entre-temps, le RPF est passé de 3% à 21,75% des voix lors des élections législatives françaises de 1951, tandis que le MRP est tombé à 12% contre près de 26% en 1946. Au RPF, pendant la Guerre, les gaullistes « critiquent systématiquement tout ce qui se fait en Indochine ».
Le quotidien du Parti socialiste belge, Le Peuple, ouvre ses colonnes à des socialistes français de toutes tendances sur la question de l'Indochine. Dès le 20 décembre 1946, Grégoire Koulischer, son chroniqueur de politique étrangère titre « Vers l’indépendance des empires coloniaux ».
Il observe que l'armée française emploie, via la Légion étrangère, « « des Allemands, anciens soldats de l’Afrika-Korps de Rommel, faits prisonniers en Afrique », les Allemands de la Légion étrangère française dans la guerre d'Indochine. La semaine suivante, il « insiste sur le caractère irrésistible et irréversible d’un processus » dont les socialistes anglais et français, alors au pouvoir, doivent selon lui faciliter le déroulement, de manière pacifique, et son influence déteint sur les socialistes français, ce qui inquiète l’ambassadeur de France à Bruxelles, Raymond Brugère, ce dernier affirmant même que Victor Larock, le directeur du quotidien, lui aurait donné des instructions ne plus laisser passer d’informations.
La SFIO reste peu unie sur la question indochinoise. En perte de vitesse, mais moins que le MRP, aux législatives de 1951, elle a vu 3 ans avant son leader historique Léon Blum signer en 1948 un article dans le grand quotidien du parti Le Populaire pour demander des négociations avec le Việt Minh. Un ton qui tranche avec celui, dans le même journal trois ans plus tôt, de l'ex-député, ingénieur militaire et commissaire à l'Indochine française Jean Bourgoin dans Le Populaire du 2-3 septembre 1945, selon qui 'Indochine, « fédérée par l'arbitrage et le ciment de la civilisation française, cesserait d'exister le jour même où elle viendrait à l'indépendance ». Le 17 janvier 1949 Guy Mollet insiste auprès du gouvernement sur la nécessité de traiter avec Ho Chi Minh et dénonce l'accord passé la veille avec Bao Daï, pourtant une chance « bien fragile » de résoudre ce conflit, selon Robert Verdier, dans Le Populaire, quotidien socialiste.
Fin 1950, un nouvel article de la presse socialiste belge, qui compare la réussite du gouvernement travailliste anglais en Inde et les échecs de la politique française en Indochine, est critiqué par l’ambassadeur de France à Bruxelles, Raymond Brugère.

#### Le PCF très engagé à partir de la fin 1949
Le Parti communiste français « jeta toutes sa force militante dans une bataille contre la sale guerre avec des arrière-pensées très franco-françaises », mais son action « violente, obstinée, cohérente », que ses militants paient par des morts et blessés graves, de lourdes peines de prisons et des centaines de révocations, lors de la longue grève des dockers de novembre 1949 à mai 1950, n'a pas mobilisé au-delà de ses « marges les plus engagées », selon Jean-Pierre Rioux. À partir de 1948, après discussion, le PCF — par la voix de Maurice Thorez — a officiellement décidé d'encourager ses militants à accepter l'engagement dans l'armée afin de veiller au respect des conventions de Genève, lors des captures de prisonniers ou des ratissages de villages. Philippe Farine, député du Mouvement républicain populaire (MRP) des Alpes-de-Haute-Provence et benjamin de l'Assemblée nationale, déclare ainsi que c'est Maurice Thorez qui a « signé les instructions aux troupes françaises », lors des débats parlementaires, agités du 27 janvier 1950, où il s'oppose à l'épouse de ce dernier et au communiste Auguste Lecœur, selon qui le MRP veut dissimuler des « crimes colonialistes ».
Le PCF dénonça les tortures commises par les troupes françaises ; il a été précédé par les trotsktistes du Parti communiste internationaliste, où milite un "groupe trotskiste vietnamien" en métropole,. ; Le Monde et Franc-Tireur rapportent dès avril 1948 que dix de ses militants sont poursuivis devant la 17e chambre correctionnelle en raison d'une affiche contre la guerre d'Indochine, et défendus par l'avocat gaulliste de gauche David Rousset qui les a connus dans la Résistance.
La mobilisation contre la Guerre sera cependant renforcée en 1953 par des intellectuels qui n'ont pas ou plus de liens avec le PCF, comme Jean-Marie Domenach et la revue Esprit, Jean Cocteau, Hervé Bazin, Francis Jeanson, Michel Leiris, Jacques Prévert, Vercors ou Jean-Paul Sartre, au moment précis où le soutien public du PCF aux purges staliniennes de la fin 1949 en a éloigné de lui un bon nombre. Sartre publie plus tard, en 1953, L'Affaire Henri Martin lors des rebondissements du procès du militaire Henri Martin, condamné le 20 octobre 1950 à cinq ans de prison pour complicité de sabotage, jugement cassé le 19 mai 1951, confirmé le 19 juillet ; Henri Martin, promu symbole de la « lutte du peuple français contre la sale guerre d'Indochine », sort de prison le 2 août 1953, quand la France ne parle plus que de l'Affaire Henri Martin, dont le PCF a fait une seconde « affaire Dreyfus ».
Sur le terrain, des militaires communistes ou communisants et anciens résistants désertèrent ou s'engagèrent dans le Việt Minh : « Il arrive justement où tu ne peux plus supporter le travail qu'on te fait exécuter… Le drapeau rouge, nos adversaires — les « Viet » comme ils disaient à l'armée — l'arboraient fièrement en nous donnant l'assaut ! Comme les ouvriers de la Commune en 1871, comme les bolcheviks à Léningrad. Et les appels à la lutte contre l'oppression, au combat pour l'indépendance, les soldats vietnamiens en écrivaient en français avec de grandes lettres blanches, dans les villages, comme le faisaient les mômes du FTP, les anciens des Jeunesses communistes, quand ils se battaient contre les nazis. Tout était désormais à l'envers et je n'y comprenais plus rien… ».

### Les sondages
Près de deux tiers des Français sont opposés à la Guerre lors des dernières années alors qu'elle était soutenue par près de 60% d'entre eux à ses débuts en 1946 ; c'est une évolution à laquelle le désintérêt croissant de l'opinion conservatrice a contribué, tandis que se mobilisaient les opposants à la guerre.
Au début de l’année 1947 encore, « le réflexe » est encore pour 37% de l'opinion  « d’employer la force et de rétablir l’ordre ». Mais les Français sont déjà aussi nombreux à parler de reconnaître l’indépendance du Viêt-Nam (22 %) ou de trouver un compromis et de négocier (15 %). La prise du pouvoir par les communistes en Chine en 1949 et l’aide accrue apportée par ce nouveau régime au Vietminh va faire évoluer l’opinion puisque dès juillet 1949, une majorité se dessinait en faveur de l’arrêt des combats selon l'institut IFOP.
Un peu moins de la moitié de l'opinion publique française est tout d'abord restée « dans l'expectative » concernant cette guerre, menée sans rappel du contingent, contrairement à ce qui se passera en 1956 en Algérie, dans des régions éloignées, et en l'absence de couverture de presse indépendante, selon la synthèse de Jean-Pierre Rioux, se fondant notamment sur les travaux de Charles-Robert Ageron, d'Alain Ruscio et les sondages de l'IFOP de la période. La part des Français qui reconnaissent « ne jamais lire les nouvelles d'Indochine dans leurs journaux habituels » est cependant variable en fonction du temps, passant de 30% en 1947 à 20% en 1950 pour remonter à 30% en 1954, à la fin de la guerre.

#### Le poids des "sans opinion"
Un quart des Français, en septembre 1945, est sans opinion à la question qui leur est pour la première fois posée par l'Institut de sondage IFOP : « Quel sera le sort de l'Indochine ? ». En janvier 1947, peu après les événements de Haiphong et de Hanoi, pourtant projetés en « une » des quotidiens, 30 % des français estiment toujours qu'ils n'ont, sur ce sujet, pas d'opinion. En octobre 1950, un Français sur 5 reste « sans opinion » et c'est le cas de 3 sur 10 en février 1954. En mai 1953, parmi les personnes ayant déclaré lire un ou plusieurs journaux, 22 % disaient ne jamais lire les nouvelles d'Indochine, 48 % « de temps en temps » et 30 %  régulièrement. En février 1954, alors que la tension augmente dans les deux camps et que les vietnamiens semblent monter en puissance, c'est 32 % de « jamais », de 45 % de « épisodiquement » et 23 % de « régulièrement ». Le « parti colonial » qui avait pour espoir depuis trois-quarts de siècle de créer « un véritable et profond esprit d'attachement à l'Empire » subit ainsi un échec, selon l'historien Alain Ruscio.

#### Les causes de l'indifférence
L'importance de la propagande, aussi bien dans la presse communiste opposée à la guerre que dans les journaux qui reprenaient celle de l'armée, n'a pas favorisé l'intérêt des Français.
Les images de cercueils de soldats tombés au front ayant été utilisées par le PCF contre la Guerre, l'armée française a rapidement recruté des « volontaires Indochinois » et dans les colonies d'Afrique: si 88 % des pertes humaines sont originaires de métropole en 1946 ce n'est plus que 17 % en 1952 contre 52 %  de « volontaires » indochinois. Le nombre des combattants français n'a jamais dépassé 69513 (en 1952), et le nombre morts n'a connu sa pire qu'année qu'en 1954 avec 4 158 soldats, souvent dans des escarmouches et embuscades, sans véritables combats frontaux.
Autre différence notable avec la Guerre d'Algérie, l'Indochine comptait seulement 34 500 citoyens français, Asiatiques et métis français inclus, trente fois moins qu'en Algérie.
À partir de 1950, l'intervention croissante d'un grand allié, les États-Unis, qui se déclarent à cette occasion anticolonialistes, se révèle en plus irritante, pour une partie de l'opinion française, à gauche comme à droite : en janvier-février 1953, seuls 12 % approuvent l'attitude des Américains en Indochine, contre 49 % qui la désapprouvent. Dean Acheson, le nouveau Secrétaire d'État de l'administration Truman avait dès le 1er décembre 1949 réclamé à la France un calendrier menant à l'indépendance du Vietnam, sous la supervision d'une commission internationale et dès l'été 1949 réclamé que le dossier passe du ministère des colonies à celui des Affaires étrangères.

#### Les conséquences de l'indifférence
Dès 1953, le général Catroux reconnait que « la France, dans de très larges couches de sa population, subit la guerre beaucoup plus qu'elle ne la vit ». Les militaires se sentent abandonnés, financièrement comme moralement. Les deux camps, l'armée française comme le Viet Minh, « n'eurent jamais les énormes moyens » déployés plus tard au cours de la phase américaine du conflit.
Retour, nouvelle de l'écrivain Jean Hougron témoignant des difficultés des militaires de «retour d'Indo » ou encore le personnage héros du Crabe-tambour montrent qu'ils sont parfois plus perçus comme des baroudeurs recherchant l'aventure, parfois jusqu'à l'opium, que comme investis d'une mission d'intérêt général. Plus généralement, tous les ouvrages autobiographiques des anciens du corps expéditionnaire ont déploré d'être abandonnés par un peuple imperméable à l'engagement en Asie.
Parmi les conséquences importantes de l'indifférence de la population métropolitaine :
- elle ne se mobilisa pas pour la guerre ;
- les volontaires étaient relativement peu nombreux ;
- l'état-major et le gouvernement n'engagèrent jamais le contingent comme plus tard en Algérie ;
- ils créerent une armée vietnamienne, l'une des préconisations du général Revers.

#### La montée de l'opposition à la guerre
Le sentiment d'opposition à la guerre monte progressivement, par vagues successives, jusqu'à devenir majoritaire, même s'il est temporairement freiné par le déclenchement en 1950 de la Guerre de Corée, synonyme de menace du communisme en Asie. L'évolution de l'opinion publique est marquée par deux grands tournants. Le premier a lieu dans les derniers jours de 1949, quand l'armée chinoise parvient à la frontière sino- vietnamienne, amenant les Américains à débarquer des armes à Saïgon en mars 1950. Le second a lieu en 1953-1954.
En 1946 encore, 63% des Français pensaient que l'Indochine resterait française et seulement 12 % le contraire. Dès juillet 1947, 37% sont d'accord pour reconnaître l'indépendance du Viet Min ou négocier avec lui, soit autant que ceux souhaitant en priorité le rétablissement de l'ordre, qui eux-mêmes dès octobre 1950 ne sont plus que 27 %, 8 % préférant un « appel à l'ONU ou aux Américains ». Ensuite, le soutien à la guerre ne cesse de baisser, chutant à 21 % en mai 1953, puis 8 % en février 1954. Deux mois après, c'est la défaite de Dien Bien Phu et 60 % des Français sont désormais contre la Guerre.

### L'opposition à la guerre dans les entreprises
La grève des dockers de 1949-1950 en France est principalement dirigée contre le conflit indochinois, en bloquant les expéditions de matériel militaire. La grève est alimentée par le mouvement social qui a commencé à Dunkerque en soutien à la Grève des mineurs de 1948 mais a ensuite eu lieu fin 1949 à Marseille puis dans les autres ports français. Longue par sa durée, du 2 novembre 1949 au 18 avril 1950, c'est un des conflits sociaux les plus importants de la Guerre froide et l'un des plus durs de l'histoire de la corporation des dockers en France, avant de faire tâche d'huile dans d'autres secteurs connexes, comme les chemins de fer où les ouvriers des conserveries en Bretagne.
Avec la mobilisation lors du procès du militaire Henri Martin, condamné le 20 octobre 1950 à cinq ans de prison pour complicité de sabotage, c'est l'un des deux axes de l'opposition du PCF à la guerre d'Indochine, selon l'historien Jean-Pierre Rioux.
La grève est partie d'un refus d'embarquer des armes pour la Guerre d'Indochine. Parmi les autres revendications qui motivent par la suite cette grève, étendue à la plupart des ports français, se mêlent des exigences salariales comme le slogan « nos trois mille francs » et des mots d'ordre à la fois pacifistes et anti-impérialistes. L'action a lieu à Dunkerque, Rouen Saint-Nazaire, Marseille, Nice, La Pallice, Bordeaux, Cherbourg, Brest et Tunis. À Marseille, elle commence le  8 novembre 1949, dure une vingtaine de semaines, puis se termine par une défaite le 18 avril 1950 et un échec important des grévistes.

### Les cinéastes, peintres, écrivains et la censure
Les œuvres artistiques qui sont consacrées au conflit indochinois sont peu nombreuses pendant la Guerre [réf. nécessaire] car exposées à une censure assez imprévisible, en particulier les chansons Quand un soldat, écrite par Francis Lemarque en février 1952 et immédiatement chantée par Yves Montand et Le Déserteur de Boris Vian composé en février 1954 avec l’arrangeur et ancien G.I. américain Harold B. Berg.
Quand Francis Lemarque fait écouter à Montand les premières strophes, le "prolo chantant" lui demande de la « terminer le plus vite possible » puis modifie le dernier vers, jugé trop didactique, et la chante 48 heures plus tard sur la scène du Palais de la Mutualité, avant qu'elle ne soit interdite à la radio d'État. Un risque d'incident surviendra à Lyon après un spectacle, quand des groupes de parachutistes l'attendront dehors avec leurs bérets rouges, pour impressionner Montand, qui traverse la foule sans créer d'incident.
Mouloudji ajoute lui Le Déserteur à son programme de concert le 7 mai 1954, jour de la défaite de Diên Biên Phu, mais en modifiant la fin, qui parlait de « je sais tirer » (sur les gendarmes), remplacée par « ils pourront tirer »,. Il l'enregistre quelques semaines plus tard, mais le Comité d'Écoute Radiophonique interdit sa diffusion, tandis que le maire de Dinard, Yves Verney, envoie des manifestants perturber sa tournée.
Côté peinture, le Salon d'automne une exposition artistique qui se tient chaque année à Paris, subit une édition 1951 mouvementée, avec 5 tableaux représentant la grève des dockers contre la guerre d'Indochine. Parmi eux Les Dockers de Georges Bauquier, et son inscription Pas un bateau pour l'Indochine et La Riposte, vaste fresque épique de 2,20 × 3 mètres, peinte en 1950 par  Boris Taslitzky, probablement inspirée d'articles de presse, qui représente les dockers de Port-de-Bouc, repoussant les assauts des CRS et des chiens policiers, avec une Marianne brandissant le drapeau républicain.
C'est seulement entre 1962 et 1966, après la Guerre d'Algérie, que les auteurs sont nombreux à écrire sur la guerre d'Indochine avec 78 ouvrages parus en seulement 4 ans. Les livres parus juste après 1954, moins nombreux, se polarisaient sur la Bataille de Ðiện Biên Phủ, via des autojustifications de militaires.
Sur un total de 46 films réalisés entre 1945 et 2006: seulement 8 sont consacrés directement à la Guerre d'Indochine, alors qu'elle ne constitue, pour tous les autres, qu'un arrière plan ou le point de départ d'un scénario qui ensuite s'en éloigne.
Pendant la guerre, Vivent les dockers de Robert Ménégoz sorti en juin 1950, qui filme les grèves contre la guerre, à Dunkerque, Rouen, Saint-Nazaire, Marseille, Nice, La Pallice, Bordeaux, Cherbourg, Brest et Tunis avec des images dérobées des cercueils des soldats français, est interdit par la censure. Le Rendez-vous des quais avec des images de 1950 dans deux autres ports, Nantes et Saint-Nazaire, touchés par les grèves plus tard, ne sort qu'en 1955 après interdiction initiale d'André Morice, chargé de l'Information au gouvernement et futur maire de Nantes. Paul Carpita y filme en fondu enchaîné une voiture se muant en canon, symbole des espoirs déçus de la Résistance, et prend le contrepied du film Un homme marche dans la ville, tourné et présenté en avant-première au Havre en octobre 1949, qui avait subi un tir de barrage de la presse communiste, lui reprochant de dépeindre les dockers comme « des ivrognes paresseux et brutaux, préoccupés surtout de bagarres et de coucheries »
Patrouille de choc, premier film français sur la guerre, ne sort qu'en 1957, financé par un ex-militaire enrichi dans le trafic de piastres et réalisé par Claude Bernard-Aubert reporter de guerre en Indochine pour Radio-France Hanoï dès 1950 ; il est contraint par la censure à modifier son titre initial Patrouille sans espoir. Son second film, Les Tripes au soleil, sorti en 1959, a attendu pendant deux ans une levée d'interdiction.
Rares aussi sont les films de fiction, à part la La 317e Section et Diên Biên Phu, de Pierre Schoendoerffer et les deux tournés sur place avant la visite en 1993 de François Mitterrand : L'Amant de Jean-Jacques Annaud et Indochine de Régis Wargnier. En 1980 pour la première fois dans l'histoire du cinéma depuis 1954, Claude-Bernard Aubert peut évoquer les crimes de guerre et les crimes contre l'Humanité de la France en Indochine avec Charlie Bravo : les exécutions, tortures et le massacre d'un village vietnamien par l'armée françaie en 1954. Faits toujours censurés par le pouvoir politique ou dont le tournage était exposé à des protestations vigoureuses d'anciens combattants depuis vingt-six ans.

### Les actes d'opposition de civils à la guerre
Parmi les actes d'opposition à la guerre, on peut citer :
- la grève des dockers, menée de novembre 1949 à mai 1950, dans une dizaine de ports en France;
- le jet dans un port le 14 février 1950 à Nice d'une caisse de matériel militaire de 5 mètres de haut, pesant 2 tonnes et demie ;
- les manifestations et blocage de trains de munitions en partance pour l'Indochine, évoquées dans la chanson Un air de liberté de Jean Ferrat, en réaction à un éditorial de Jean d'Ormesson dans Le Figaro, le 23 février 1950 à Tours ou le 23 mars à Roanne, qui débouchent en 1950 sur l'affaire Raymonde Dien ;
- le meeting du 27 février 1950à Oran à l'issue duquel 7 000 manifestants se heurtent aux policiers qui causent cinq blessés graves puis saccagent le siège des syndicats[179],[180] ;
- la manifestation du 17 avril 1950 à Brest, qui voit l'ouvrier Édouard Mazé, militant CGT, tué à l'âge de 26 ans d’une balle en pleine tête, par les forces de l'ordre ;
- les mobilisations (brochures à grand tirage, pétitions, etc) lors de l'Affaire Henri Martin de 1950-1953 ;
- le très pessimiste rapport Revers sur la situation militaire française en Indochine, qui vaudra à son auteur d'être mis à la retraite d'office en 1950 — décision annulée par le Conseil d'État en 1962 — tant son ébruitement auprès du Việt Minh fera scandale, peut-être sur fond de rivalités de services entre le SDECE (armée) et la DST (police)[181].

## Issue et suites du conflit

### Des accords temporaires en 1954

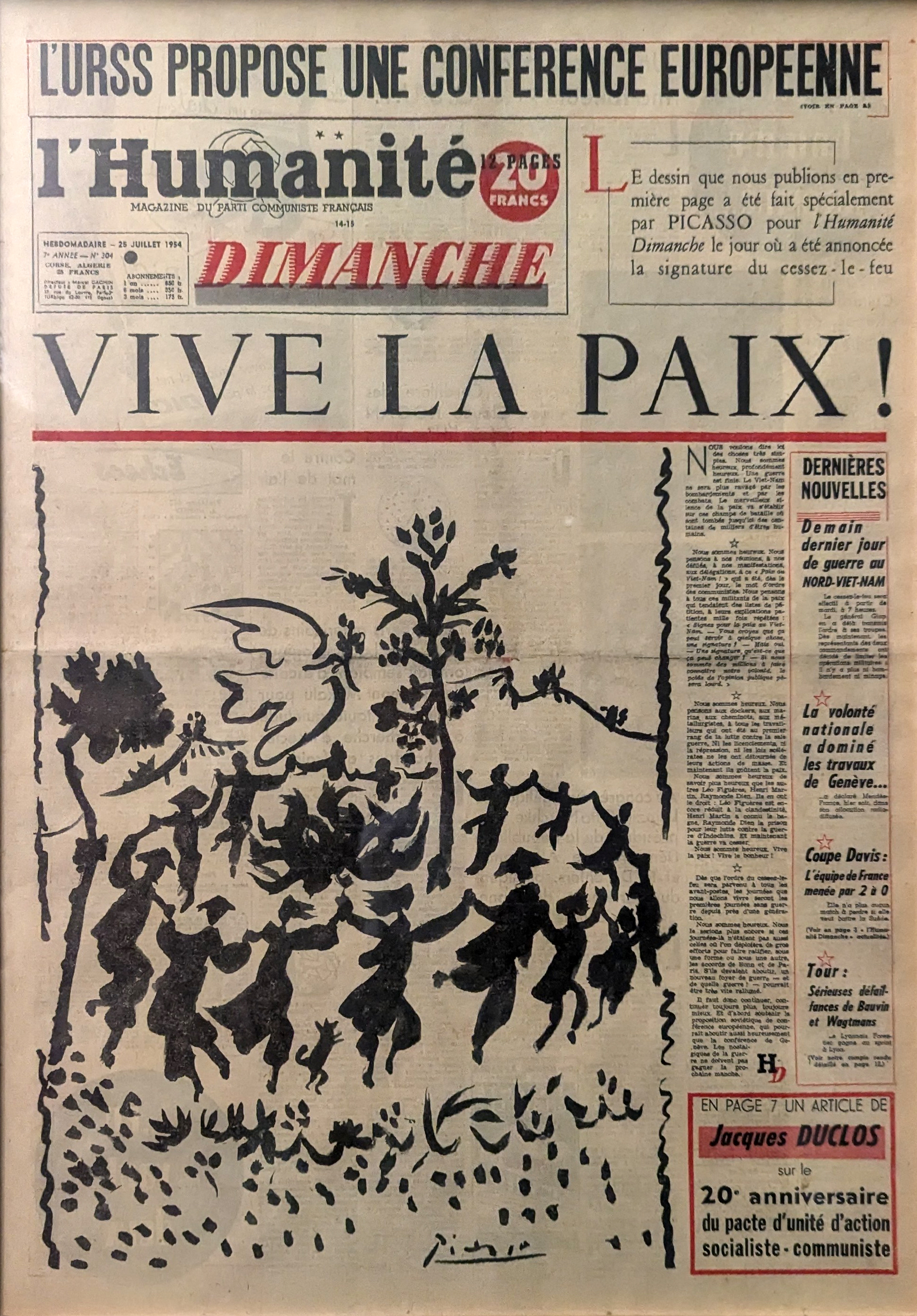
Une de L'Humanité du 25 juillet 1954, célébrant la fin de la guerre, illustré par un dessin original de Pablo Picasso

La défaite lors de la bataille de Diên Biên Phu met la France en situation de faiblesse psychologique et la Quatrième République, doit gérer une guerre de plus en plus coûteuse et impopulaire puis se résoudre à des pourparlers de paix à Genève en 1954. D'autre part, la Chine ne voulait pas continuer à soutenir le Viet Minh et a fait pression sur lui pour qu’il accepte le 17e parallèle comme ligne de démarcation.
Les accords de Genève mettent fin à l'Indochine française (le royaume du Cambodge ayant déjà proclamé son indépendance en novembre 1953) et laissent le Viêt Nam divisé en deux États. La fin de cette guerre coïncide sensiblement avec le début de la guerre d'Algérie, qui durera huit ans elle aussi.
Ces accords de Genève concernant les trois pays d'Indochine, signés le 21 juillet 1954 et prenant effet le lendemain, consacrèrent le départ des Français du Nord du Vietnam (Tonkin) et la division du Viêt Nam en deux, la limite étant le 17e parallèle : d'une part la république démocratique du Viêt Nam au Nord, communiste, d'autre part le Centre et le Sud sous administration française, avec des élections prévues en 1956 pour réunifier toute l'ancienne colonie, alors séparée en deux. L'État du Vietnam n'a pas signé les accords de Genève (ils s'opposaient à la séparation) et un mois plus tôt, la France lui avait accordé sa pleine indépendance.

### L'échec des accords: la scission en deux États
En 1955, un coup d'État dans le Sud organisé par le président Ngô Đình Diệm, un fervent catholique qui n'accepte pas une collaboration avec le régime du Nord et qui ne veut donc pas entendre parler d'élections réunifiant le pays, créé une république du Viêt Nam, soutenue financièrement puis militairement par les États-Unis (qui n'ont pas signé les accords de Genève). L'influence française s'est progressivement estompée et le Sud-Vietnam s'est retiré de l'Union française en décembre 1955.
La guerre entre Français et Việt Minh, outre un lourd bilan humain et matériel, aura d'importantes conséquences dans l'avenir du Viêt Nam, du Laos et du Cambodge. Le départ des Français laissera face à face, d’un côté les États-Unis et la république du Viêt Nam, et de l’autre, la République démocratique du Viêt Nam soutenue par la Chine et l'URSS.
En 1955, la guerre du Viêt Nam éclate. Elle aboutit en 1973 au retrait militaire américain (accords de paix de Paris), et en 1975, à une victoire complète du Nord-Viêt Nam et du communisme dans cette partie de l'Asie, avec l'absorption par le Nord-Viêt Nam de la république du Viêt Nam du Sud. Le Vietnam a été officiellement unifié sous le régime communiste le 2 juillet de l'année suivante et le reste à ce jour.
Les Français quittent définitivement le Sud-Viêt Nam le 28 avril 1956, jour de la liquidation et de la dissolution du Corps expéditionnaire français en Extrême-Orient (CEFEO) opérées par le général Pierre-Élie Jacquot. Le départ des Français met fin à environ 100 ans de présence française en Indochine. Cependant, quelques centaines de militaires français seront encore présents jusqu'en janvier 1958, pour superviser le retour des archives ou de matériels militaires français, aider aux rapatriements d'anciens colons ou citoyens français civils, dont d'anciens propriétaires terriens, issus surtout du nord-Vietnam, ou ils étaient indésirables pour le régime communiste, ou même pour transférer en France des corps de militaires français inhumés en Indochine, dont certains étaient liés aux débuts de la colonisation. Le dernier militaire français quitte Saïgon fin janvier 1958, ou au début de février 1958, mais son nom ne sera pas rendu public car ce moment sera jugé comme un « jour noir » par l'armée française[réf. nécessaire].
La guerre d'Indochine est ainsi la première d’une série de trois guerres qui se sont déroulées sur les territoires de l’ancienne Indochine française : elle a été suivie par la guerre du Viêt Nam (en parallèle de deux conflits annexes, la guerre civile laotienne et la guerre civile cambodgienne), puis par la guerre sino-vietnamienne qui clôture le tout. Ces deux derniers conflits sont parfois appelés respectivement 2e et 3e guerres d’Indochine.

### Les problèmes de la sortie de la guerre

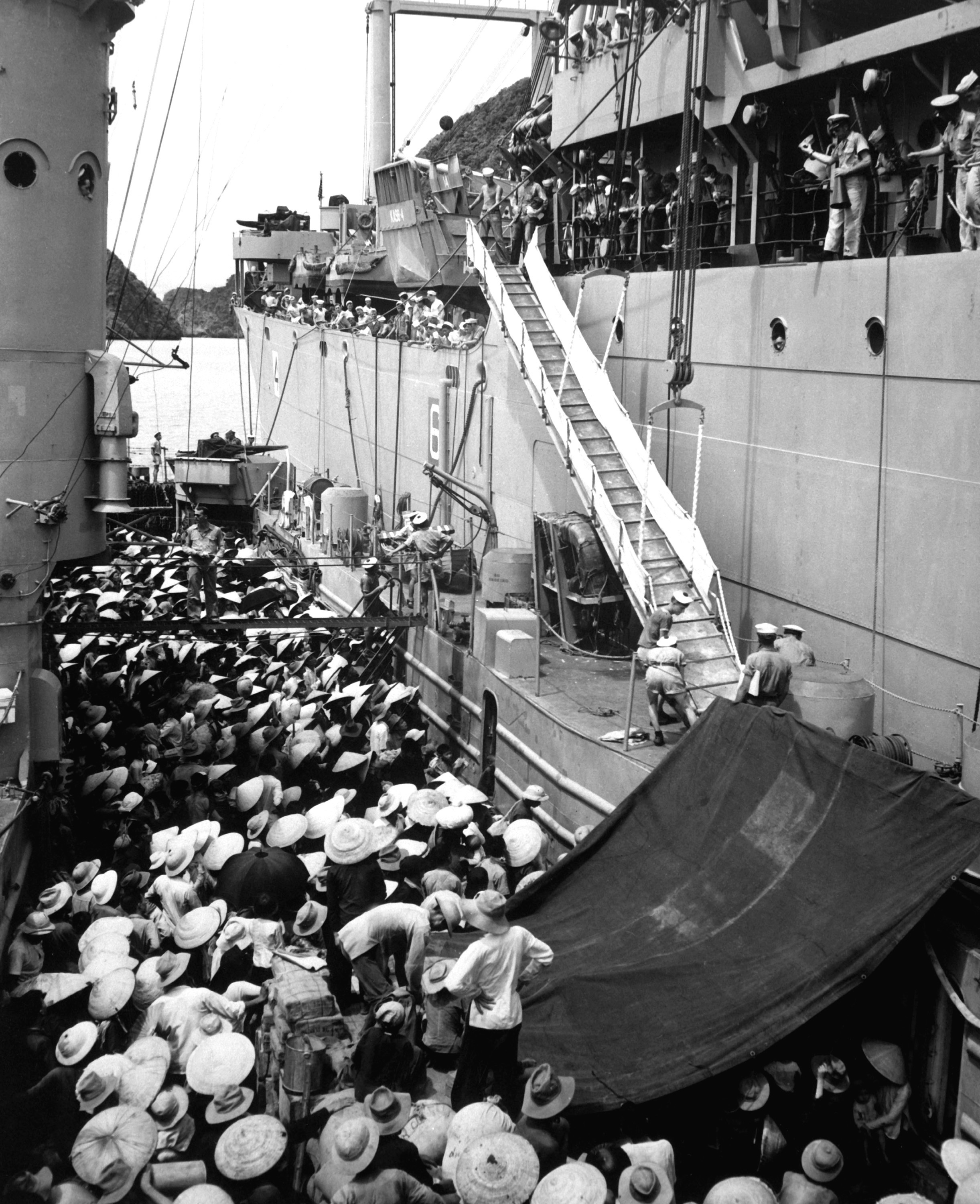
Réfugiés vietnamiens transbordant d'un LSM français au bâtiment américain USS Montague (AKA-9) durant l'opération Passage to Freedom (août 1954).

Les accords de Genève du 24 juillet 1954 reconnaissent l'indépendance du Laos, du Cambodge et le partage temporaire du Viêt Nam en deux zones de regroupement militaire (l'Armée populaire vietnamienne au nord du 17e parallèle, et le Corps expéditionnaire français en Extrême-Orient au sud de cette zone de démarcation militaire). La souveraineté de la république démocratique du Viêt Nam était reconnue par ces accords au nord du 17e parallèle, celle de l'État du Viêt Nam sous administration franco-vietnamienne au sud de ce parallèle, et la réunification entre les deux zones était envisagée pour 1956, après référendum. Une Commission internationale de contrôle (CIC) avait été créée pour surveiller l'application des accords d'armistice. Elle était constituée par le Canada, la Pologne et l'Inde.
Les accords de Genève prévoyaient des élections en 1956, afin de former un gouvernement unifié pour tout le Viêt Nam. Toutefois, en parallèle de la conférence de Genève en juin 1954, l’empereur Bao Dai, chef de l'État du Viêt Nam, a rappelé des États-Unis Ngô Đình Diệm pour en faire son Premier ministre.
À la suite des accords de Genève, dont l'État du Viêt Nam et les États-Unis n'avaient pas signé la déclaration finale, et ainsi libéré des obligations de respecter ces accords, Ngô Đình Diệm, un fervent catholique qui haïssait le communisme, organisa avec l'aval des États-Unis un référendum manifestement truqué, avec plus de voix favorables que d’électeurs, et créa la république du Viêt Nam le 26 octobre 1955, avec lui comme chef d’État. C'est contre cette dictature du régime de Diêm que s'est formé le Front national de libération du Sud Viêt Nam (dit également Viêt Cong) en 1956. Des éléments du Việt Minh résidents au sud ont alors repris le combat contre ce gouvernement, menant alors à la Deuxième Guerre d'Indochine de réunification, plus communément appelée guerre du Viêt Nam, qui durera de 1954 à 1975.
Les derniers soldats français quittent Saïgon vers le 10 janvier 1957. En décembre 1955, déjà 85 % des effectifs des soldats de l'Union française étaient rentrés en métropole. Ils sont progressivement remplacés par des conseillers militaires américains qui forment l'armée de la république du Sud Vietnam, et à partir de 1961, avec la Seconde Guerre du Vietnam, l'armée américaine prend la relève.

### OpérationPassage to Freedom(août 1954-mai 1955)
À la suite des persécutions orchestrées par le Việt Minh et subies par les Vietnamiens catholiques et loyalistes, s'est ensuivie une des plus importantes opérations d'évacuation de l'histoire, l'opération Passage to Freedom.

## Otages du Việt Minh et camps de rééducation
Durant le conflit, le Việt Minh effectue de nombreuses prises d'otages, incluant des civils. Beaucoup de prisonniers militaires français passent dans des camps d'internement, situés dans les régions sous contrôle indépendantiste. Il semble que jusqu'en 1949 environ, la grande majorité des prisonniers ait été tuée. Ensuite, le Việt Minh conserve les captifs dans des camps en Haute région. Selon les sources militaires, le nombre de captifs varie, à l'été 1954, entre 22 474 et 21 526. Environ 60 % des prisonniers ne reviendront jamais.
Les enquêtes n'ont permis d'identifier avec certitude que 3 768 décès au plus, le sort des autres prisonniers restant un mystère. Certains otages, comme l'administrateur colonial René Moreau capturé en 1946, sont gardés prisonniers durant huit ans. Les prisonniers du corps expéditionnaire sont soumis à une tentative de « rééducation » par des commissaires politiques, qui tentent de leur inculquer le marxisme. Quelques communistes étrangers, dont des Français, prêtent main-forte au Việt Minh dans cette entreprise. Dans certains camps, de juillet à août 1954, le taux de décès atteint les 90 %,.
Le sort des prisonniers dans les camps de rééducation a longtemps été méconnu du grand public : l'affaire Georges Boudarel a contribué à le rappeler à l'opinion publique dans les années 1990.
Une Association nationale des anciens prisonniers internés déportés d'Indochine (ANAPI) est créée.

## Détail des forces françaises en Indochine

### Effectifs

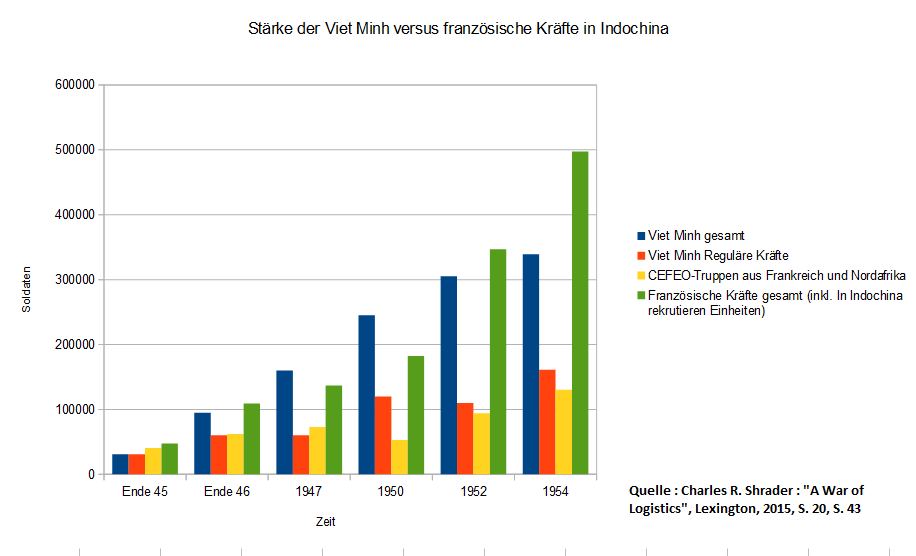
Comparaison annuelle des effectifs des belligérants.

Le CEFEO (Corps expéditionnaire français en Extrême-Orient) a été constitué d'unités provenant de l'ensemble de l'Union française, aidé par les forces des États associés d'Indochine,. Les soldats coloniaux représentaient une part très importante des effectifs. Entre 1947 et 1954, 122 900 Maghrébins et 60 340 africains subsahariens débarquèrent en Indochine soit 183 240 Africains au total. Le 1er février 1954, ils représentaient 43,5 % des 127 785 hommes des Forces terrestres (autochtones non compris). Les derniers militaires français quittent l'Indochine par le port de Saïgon en février 1958, soit 100 ans après la prise de Saïgon, en 1858[réf. nécessaire].
De septembre 1945 au cessez-le-feu en juillet 1954, 488 560 hommes et femmes ont débarqué en Indochine :
- 223 467 Français de métropole ;
- 122 920 Algériens, Tunisiens ou Marocains ;
- 72 833 Légionnaires, dont près de la moitié sont les Allemands de la Légion étrangère française dans la guerre d'Indochine ;
- 60 340 Africains subsahariens ;
- 8 000 militaires déjà basés en Indochine en 1945, non rapatriés.

### Les soldats maghrébins
Les chiffres sur les soldats maghrébins sont variables selon les sources. La plupart sont envoyés pour deux ans dans un pays dont ils ne connaissent rien.
Selon le Monde diplomatique, de 1947 à 1954, entre 130 000 et 150 000 soldats maghrébins sont envoyés par la France au Vietnam, dont la moitié sont d’origine marocaine, car Paris ne veut pas mobiliser les conscrits de la métropole, pour des raisons à la fois politiques et économiques. Le bureau des affaires militaires musulmanes craint alors la contagion communiste chez ces soldats maghrébins, parmi des troupes dont certaines ont combattu en Italie, en France et en Allemagne durant la Seconde Guerre mondiale, mais la baisse des recrues volontaires en provenance de l’Hexagone oblige à faire appel à ces soldats. Ils sont goumiers ou tirailleurs. Les candidats sont ainsi plus nombreux que les effectifs souhaités par l'armée française et pour beaucoup de ceux qui partent, l'enrôlement est une occasion d’échapper à un milieu rural misérable et d’envoyer de l'argent à leurs familles.

### Les légionnaires allemands
Les Allemands de la Légion étrangère française dans la guerre d'Indochine représentent des effectifs de plusieurs dizaines de milliers de soldats,,, et plus de la moitié de la Légion étrangère française dans ce conflit lié à la décolonisation. Ils ont été envoyés sur les opérations les plus difficiles et les plus dangereuses et une partie est passée à l'ennemi en cours de conflit, selon l'historien Pierre Thoumelin. Sur 30 000 soldats allemands environ dans la Légion étrangère française, il y avait seulement 3000 à 4000 ex-Waffen SS, proportion conforme à celle des différentes armées de l’Allemagne nazie. Par ailleurs, la forte représentation des légionnaires issus de la Kriegsmarine et de la Luftwaffe vient des nombreux marins allemands faits prisonniers dans les ports militaires du sud de la France.

### Commandants en chef
| Commandants en chef du CEFEO       | Début           | Fin             |
| général Philippe Leclerc           | août 1945       | 19 juillet 1946 |
| général Jean Étienne Valluy        | 19 juillet 1946 | février 1948    |
| général Raoul Salan (intérim)      | 10 février 1948 | avril 1948      |
| général Roger Blaizot              | avril 1948      | septembre 1949  |
| général Marcel Carpentier          | septembre 1949  | décembre 1950   |
| général Jean de Lattre de Tassigny | décembre 1950   | janvier 1952    |
| général Raoul Salan                | 9 avril 1952    | 28 mai 1953     |
| général Henri Navarre              | mai 1953        | juin 1954       |
| général Paul Ély                   | juin 1954       | juin 1955       |

| Origine        | Effectifs | Pourcentage |
| -------------- | --------- | ----------- |
| Métropolitains | 43 700    | 38 %        |
| Indochinois    | 35 650    | 31 %        |
| Nord-Africains | 13 800    | 12 %        |
| Africains      | 8 050     | 7 %         |
| Légionnaires   | 13 800    | 12 %        |
| TOTAL          | 115 000   | 100 %       |

Dans son ouvrage publié en 2000, Maurice Vaïsse donne p. 146 les effectifs suivants en juin 1954 :
| Origine        | Effectifs | Pourcentage |
| -------------- | --------- | ----------- |
| Métropolitains | 50 000    | 28 %        |
| Indochinois    | 59 000    | 33 %        |
| Nord-Africains | 35 000    | 20 %        |
| Africains      | 19 000    | 11 %        |
| Légionnaires   | 14 000    | 8 %         |
| TOTAL          | 177 000   | 100 %       |

### Pertes

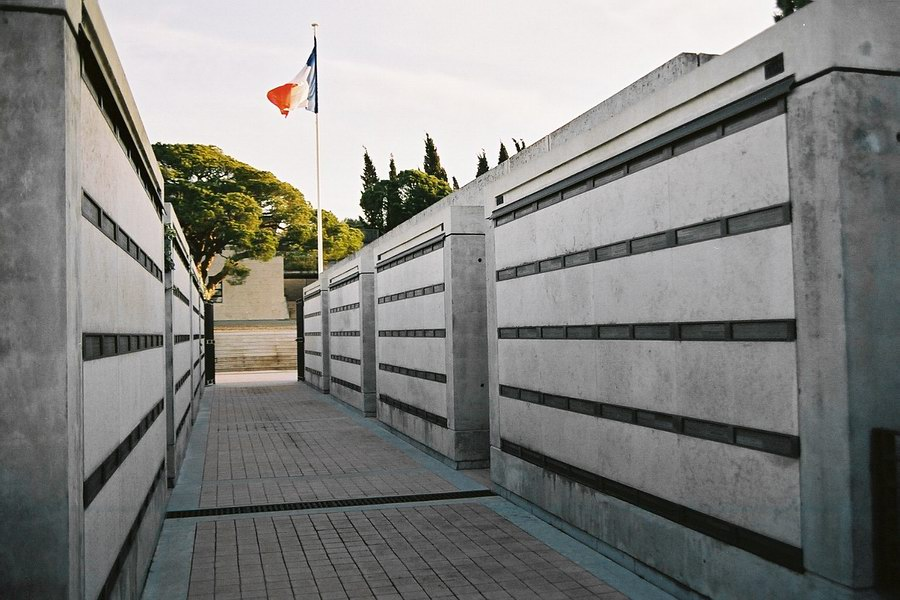
Allée dans le mémorial des guerres en Indochine.

L'ouvrage Guerre d'Indochine estime le nombre de tués et disparus, hors Indochinois, à 47 674 hommes répartis comme suit, les pertes comprenant les tués au combat, les décès en Indochine ainsi que les disparus au 1er septembre 54 :
| Origine        | Tués   | Pourcentage |
| Métropolitains | 20 524 | 43 %        |
| Nord-Africains | 12 256 | 26 %        |
| Légionnaires   | 11 493 | 24 %        |
| Africains      | 3 401  | 7 %         |
| TOTAL          | 47 674 | 100 %       |

Jacques Dalloz, dans le Dictionnaire de la guerre d'Indochine, page 194, annonce un total des pertes du CEFEO égal à 37 800 réparties comme suit :
| Origine        | Tués   | Pourcentage |
| Métropolitains | 18 000 | 48 %        |
| Nord-Africains | 8 000  | 21 %        |
| Légionnaires   | 9 000  | 24 %        |
| Africains      | 2 800  | 7 %         |
| TOTAL          | 37 800 | 100 %       |

Une autre source donne les estimations suivantes[réf. nécessaire] :
|                       | Tués           | Blessés | Disparus    |
| CEFEO                 | 40 000 (1 600) | 70 000  | 9 000 (314) |
| dont Légion étrangère | 10 068 (340)   |         | 1 000       |
| dont Nord-Africains   | 8 350          |         |             |

Les valeurs entre parenthèses indiquent le nombre d'officiers compris dans chacune des rubriques.
Le mémorial des guerres en Indochine se trouve à Fréjus : environ 34 000 noms y sont inscrits. Les décès s'étalent de 1940 à 1954.

## Commémorations en France
Le décret du 26 mai 2005 institue une journée nationale d'hommage aux « morts pour la France » en Indochine qui est célébrée le 8 juin, en référence au jour du transfert de la dépouille du Soldat Inconnu d'Indochine à la nécropole nationale de Notre-Dame-de-Lorette (Pas-de-Calais), le 8 juin 1980.
Un mémorial dédié aux morts pour la France en Indochine, qui abrite près de 24 000 sépultures de militaires et de civils, a été inauguré à Fréjus en 1993.

## Postérité
Doan Bui estime en avril 2024 dans L'Obs que comme Alésia ou Waterloo, Diên Biên Phu est devenue une bataille dont les vrais héros ne sont pas les vainqueurs, mais les vaincus. « Le lieutenant-colonel Bigeard et ses « paras » comme « les héritiers de Vercingétorix et de Napoléon » dans un « cliché romantico-militaire », associé aux visions « nimbée d’exotisme et de nostalgie » et à une image de la colonisation « glamour », dénoncée par l’écrivain vietnamo-américain Viet Thanh Nguyen, présente aussi dans des films comme Indochine ou L'Amant, et effaçant la réalité de « la plus violente guerre de décolonisation du XXe siècle », selon l’historien Christopher Goscha, avec « un million de morts, soit deux fois plus que la guerre d'Algérie », la France ayant « arrosé les villages de napalm, bombardé des civils » et torturé.

## Dans les arts et la culture populaire

### Romans
- The Quiet American (Un Américain bien tranquille) de Graham Greene.
- Guetteur, qu'en est-il de la nuit ? de Jo Sohet.
- Par le sang versé de Paul Bonnecarrère.
- Pour une parcelle de gloire du général Marcel Bigeard.
- Faut pas rire avec les barbares, mémoires d'Indochine de Albert Spaggiari.
- Une sortie honorable de Éric Vuillard.
- Le Crabe-Tambour de Pierre Schoendoerffer, 1976
- L'Art français de la guerre d'Alexis Jenni, 2011, Prix Goncourt 2011
- L'Amant de Marguerite Duras, 1984
- Le Grand Monde de Pierre Lemaitre, 2022

### Filmographie

#### Cinéma
- 1957 :
  - Patrouille de choc, réalisé par Claude Bernard-Aubert.
  - Mort en fraude, réalisé par Marcel Camus.
- 1958 : Un Américain bien tranquille, réalisé par Joseph L. Mankiewicz.
- 1963 : La 317e Section, réalisé par Pierre Schoendoerffer.
- 1977 : Le Crabe-Tambour de Pierre Schoendoerffer.
- 1979 : à la sortie du Apocalypse Now, de Francis Ford Coppola, une séquence méconnue a été coupée, montrant dans une plantation française d'hévéa une veuve française offrir son corps aux GI américains en rappelant que son mari est mort dans la Guerre d'Indochine [18].
- 1980 : Charlie Bravo, réalisé par Claude Bernard-Aubert.
- 1983 : Poussière d'empire, réalisé par Lam Lê.
- 1992 : Diên Biên Phu, réalisé par Pierre Schoendoerffer.
- 2002 : The Quiet American, réalisé par Phillip Noyce.
- 2013 : Soldat blanc, réalisé par Érick Zonca.
- 2018 : Les Confins du monde, réalisé par Guillaume Nicloux.

## Documentaire
- 1974 : La République est morte à Diên Biên Phu de Philippe Devillers, Jérôme Kanapa et Jean Lacouture
- 2006 : Le Silence des rizières de Fleur Albert
- 2008 : J'ai tant aimé... de Dalila Ennadre
- 2011 : Indochine, sur les traces d’une mère d'Idrissou Mora-Kpai
- 2021 : Indochine, quand les femmes entrent en guerre de Philippe Fréling